# Chromatica
A Chromatica  Lady Gaga amerikai énekesnő hatodik stúdióalbuma. Eredetileg 2020. április 10-én adták volna ki, de a megjelenést elhalasztották hét héttel későbbre, május 29-ére a Covid19-világjárvány miatt. A lemez a 2016-os Joanne című ötödik stúdióalbumot, valamint a 2018-as A Star Is Born filmzenei albumot követi az énekesnő diszkográfiájában. A Chromatica egy dance-pop, szintipop és elektropop stílusú felvétel house, diszkó és egyéb elektronikus műfajok elemeivel vegyítve. Vezető producerekként Gaga és BloodPop szolgáltak. Az album egy képzeletbeli, disztópikus bolygóról kapta a nevét, melyet az énekesnő olyan helyként jellemzett, ahol „az egyenlőség uralkodik”. A lemez témái közé tartozik a mentális egészség, a gyógyulás, a szerelem megtalálása nehézségek révén, a szexuális zaklatás miatti PTSD, a magány és az önértékelés. A zene azonban kontrasztban áll mindezekkel, és összességében pozitív hangulatot áraszt. Az albumon olyan vendégelőadók szerepelnek, mint Ariana Grande, a Blackpink és Elton John.
Első kislemeze, a Stupid Love több mint 15 országban került a legnépszerűbb tíz dal közé, köztük az Egyesült Államokban és az Egyesült Királyságban is, ahol az ötödik helyig jutott. 2020 májusában jelent meg második kislemezként az Ariana Grandéval közös Rain on Me, amely rögtön az első helyen debütált az Egyesült Államokban, valamint az Egyesült Királyságban egyaránt. Az album megjelenése előtti napon promóciós kislemezként kiadták a Sour Candy című dalt. A 911 2020 szeptemberében jelent meg harmadik kislemezként Olaszországban, majd 2021 áprilisában a Free Womant kezdték el játszani a francia rádiók, mint az album negyedik kislemeze. Az albumhoz kapcsolódó koncertturné The Chromatica Ball címen  2022 nyarán indult  el Düsseldorfban, miután a járvány miatt kétszer is elhalasztották.
Megjelenését követően a Chromatica  pozitív fogadtatásban részesült a zenei kritikusok körében, illetve kereskedelmi szempontból is sikeresen nyitott: első helyen debütált többek között az amerikai Billboard 200 albumlistán 274 000 albummal egyenértékű egységgel az első héten, ezzel Gaga zsinórban hatodjára érte el a lista csúcsát. Az album számos más országban volt listavezető, Ausztráliában, Finnországban, Franciaországban, Hollandiában, Olaszországban, Új-Zélandon és az Egyesült Királyságban is. Utóbbiban az év addigi leggyorsabban fogyó albuma, valamint hanglemeze is volt egyben. 2020 végén több kiadvány is az év legjobb albumai közt említette meg. A 2021-es 63. Grammy-díjátadón a Rain on Me elnyerte A legjobb popduó vagy -együttes teljesítményért járó Grammy-díjat, míg a Chromatica jelölést kapott A legjobb popalbum kategóriában. 2021. szeptember 3-án Dawn of Chromatica címmel egy remixalbum jelent meg az album dalaiból.

## Háttér

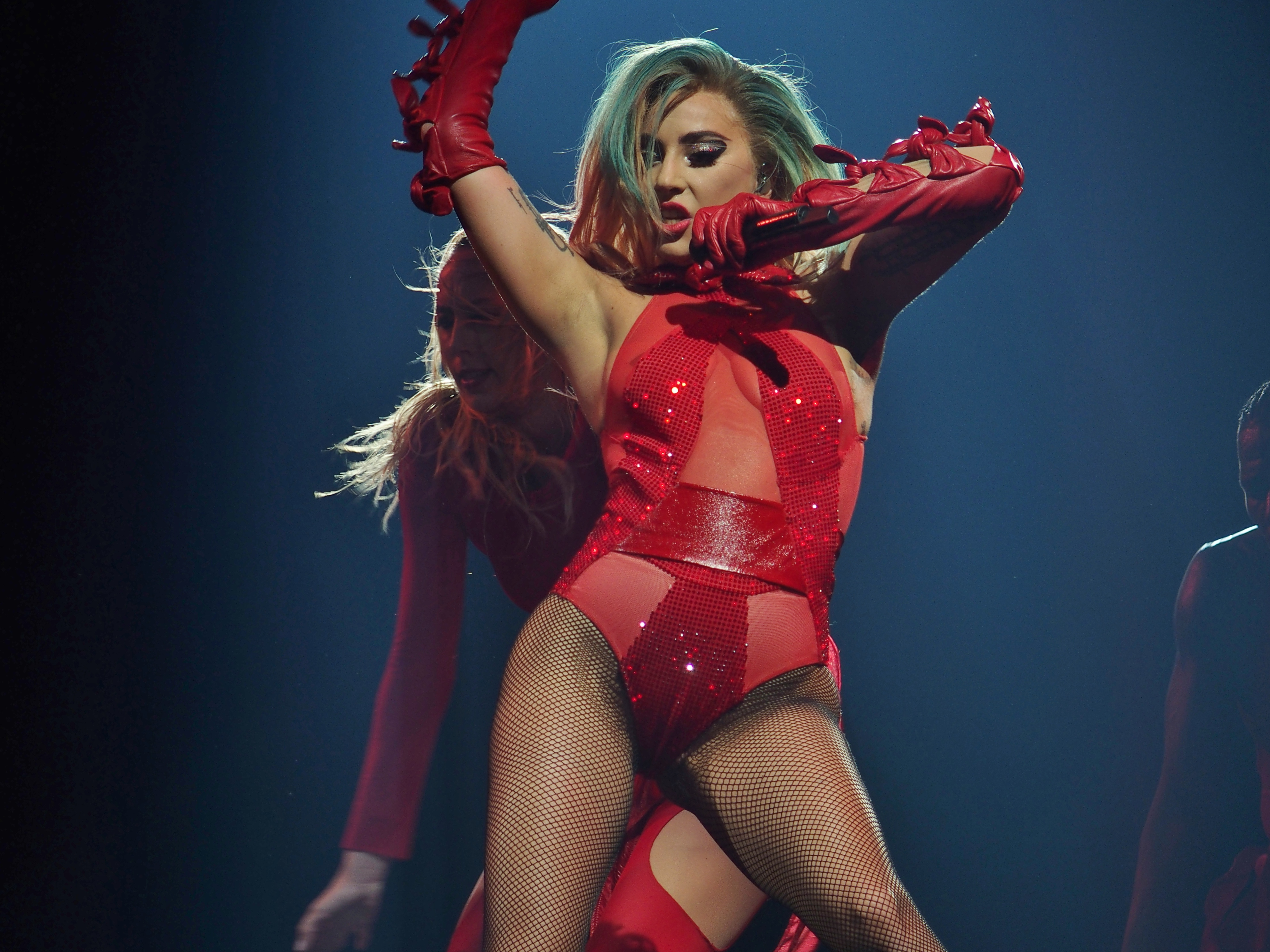
A Chromatica munkálatai Gaga Joanne World Tour turnéja alatt kezdődtek

A 2013-as Artpop című stúdióalbumának vegyes fogadtatása után, Gaga megújult színpadi személyiséggel mutatkozott be Joanne (2016) című nagylemezén. A fő hangsúly leginkább Gaga vokális képességeinek megmutatására került. Az addigi munkásságára jellemző elektronikus hangzással felhagytak a producerek és inkább a country, valamint a soft rock stílus felé orientálódtak. Az album valamivel kedvezőbb fogadtatása ellenére a média továbbra is megkérdőjelezte Gaga kiadványainak hitelességét. Ennek ellenére a Joanne az első helyen debütált az amerikai Billboard 200 albumlistán és megjelent róla a többszörös platina minősítéssel rendelkező Million Reasons című dal.
Miután bejelentették, hogy Gaga egy zárófellépést fog adni a 2016-os Dive Bar turnéjához kapcsolódóan, sajtóinterjúkban megjelentek olyan hírek, miszerint Gaga új zenét fog játszani és megjelentetni. Nem sokkal később a Dive Bar-fellépést azonban határozatlan időre elhalasztották szervezési problémák miatt. Később Joanne World Tour elnevezésű turnéja során Gaga arra utalt, hogy új zenét tervez kiadni, azonban 2017 augusztusában az Entertainment Weekly-nek adott interjújában az énekesnő elmondta, hogy a turné összetettsége és az ebből eredő technikai nehézségek miatt, valószínűleg nem kerül sor új hanganyag előadására a Joanne World Touron. Ugyanebből az interjúból kiderült, hogy a produkciós munkálatok elkezdődtek a Joanne-t (2016) követő albumhoz, azonban még csak a kezdeti szakaszban állnak vele. 2016 végétől egészen 2018-ig azonban háttérbe szorultak az új album munkálatai az énekesnő főszerepe miatt a Csillag születik (2018) című filmben. Gaga nem sokkal a Joanne kiadása után kezdett dolgozni az A Star Is Born filmzenei albumon, a film forgatása pedig 2017 tavaszán indult.
Joanne című nagylemezéről nyilatkozva Gaga elmondta, hogy az albumot édesapjának szánta, amivel saját és családja traumáit próbálta enyhíteni. Később megértette, hogy „nem tud édesapján segíteni”, az album pedig „hiábavaló erőfeszítés” volt a családi sebek begyógyítására. Csalódottsága depresszióhoz vezetett, valamint bánatában rákapott a dohányzásra. Elmondása szerint a Chromatica írásával tudott Gaga a gyógyulás útjára lépni. Az énekesnő azt is hozzátette, hogy a kudarcot vallott párkapcsolatai is inspirálták az új dalok megírásában, illetve a People magazinnak arról is beszélt, hogy „egy nagyon sötét helyen” volt, amikor elkezdett az albumon dolgozni, gyakran depressziósnak és szomorúnak érezte magát, és azt mondta: „Úgy éreztem, hogy fenyegetnek azok a dolgok, melyeket a karrierem az életembe hozott. Sok időt töltöttem egyfajta katatón állapotban és nem akartam semmit csinálni, aztán végül lassan elkezdtem zenélni és a lemezemen keresztül mesélni.”

## Dalszerzés és felvételek
A Joanne albumon végzett társproduceri munkája után BloodPop vezető producerként ismét részt vett Gaga újabb albumának elkészítésében. Habár eredetileg nem vállalkozott a feladatra, ez azonban megváltozott, amikor a Joanne World Tour kansasi állomásán eljátszották a Stupid Love demóverzióját. Az album írásakor Gaga BloodPopot a produkció „központjának” és „magjának” nevezte, és elmondta, hogy az album nagy részét Frank Zappa egykori stúdiójában vették fel. Gaga elárulta, hogy a felvétel folyamatát megnehezítették a fibromyalgia miatti fájdalmai, és előfordult, hogy nem tudott felkelni a kanapéról, hogy zenét játsszon vagy rögzítsen. Az énekesnő elmondása szerint BloodPop volt a fő biztosítéka annak, hogy be tudta fejezni a munkát, mivel dalszerző társa folyamatosan bátorította és motiválta őt, egyúttal segített neki átjutni azokon a szakaszokon, amikor „nyomorultnak” vagy depressziósnak érezte magát. Beszéltek a dalok nagy részének megszületéséről is: leültek a zongora elé és egy egyszerű futamból kiindulva építették fel a csaknem kész dallá összeálló melódiákat, amelyeket utóbb BloodPop finomhangolt. Végül az elkészült dalok szellemiségének és érzésvilágának ismeretében felkérték azokat a közreműködőket, akiktől a dalok újragondolását remélték. Sophie skót zenész volt az első, akit BloodPop meghívott a projektbe, és ugyan az ő demófelvételei nem kerültek fel az albumra, de BloodPop hozzátette, hogy „továbbra is tervezik befejezni ezeket a dalokat, és szeretnének bemutatni valami különlegeset a Chromatica-univerzumban”. Csatlakozott a producerek csapatába még Burns, Axwell a Swedish House Mafiából, Skrillex, Madeon (aki korábban már dolgozott Gagával az Artpop című nagylemezen), Tchami, Boys Noize és Benjamin Rice. A nagy alkotói közösségben a csapatmunka légköre Gaga számára is szokatlanul együttműködő és zökkenőmentes volt. „Minden, amit a Chromaticán hallunk, körbement, mindenki adott hozzá, elvett belőle, megváltoztatott rajta valamit”, mondta el Gaga. „Könnyű bekapcsolni a számítógépet és keresni egy menő zenei motívumot, de a producerek, akikkel én dolgoztam, nem így alkotnak. Az ihletettség állapotában ők maguk hímezik ki a dolgokat.” Gaga a Beats 1-en adott interjújában Zane Lowe-nak elárulta, hogy „soha nem látott még ennyi producert, akik ennyit áldoznának a zenéért”, és hogy minden dal többszörös átdolgozáson esett át, ahogy próbálták „a lehető legjobb hangzást és mondanivalót” kihozni belőlük. Az American Songwriternek adott interjújában Gaga kijelentette, hogy nagyságrendileg ötven, de talán száz dalt is írtak közösen, ő maga pedig még további húsz dal megírását tervezte. Az alkotói folyamatot megtisztulásnak, tréfásan „öblögetésnek” (rinsing) nevezte: „Meg akartam bizonyosodni arról, hogy ezúttal semmi nem maradt bennem kimondatlanul.”
Gaga a Sine from Above című dalon Elton Johnnal dolgozott együtt, akit a mentoraként írt le, aki jelentős szerepet játszott Gaga életében a gyógyulás felé vezető úton. Axwell korábban dolgozott együtt Eltonnal egy kiadatlan dalon, amelyből később megszületett a Sine from Above. Amint Axwell bekerült a projektbe, elhatározta, hogy felveszi a kapcsolatot Eltonnal, hogy megkérje fejezzék be a dalt egy duettként Gagával, hiszen tudta, hogy Gaga és Elton szoros kapcsolatban állnak egymással. Az albumon szerepel egy kollaboráció Ariana Grande énekesnővel is a Rain on Me című dalon. Grandét Gaga olyan művészként jellemezte, „aki [hasonlóképpen átélt] óriási traumát a nyilvánosság előtt”, amely összehozta őket a dal elkészítésében. Gaga továbbá együtt dolgozott a Blackpink dél-koreai lányegyüttessel a Sour Candy című dalon. A TV Groove japán szórakoztató oldal interjújában Gaga elmondta, hogy amikor felhívta őket és megkérdezte, hogy szeretnének-e írni vele egy dalt, nagyon boldogok és motiváltak voltak és Gaga azt akarta, hogy "megünnepeljék őket". A dalban az együttes tagjai angolul és koreaiul egyaránt énekelnek.
Miután a Chromatica többnyire elkészült Gaga úgy érezte, hogy az albumnak különálló felvonásai vannak és „valamiféle mozis élményt nyújt”. BloodPop felkereste Morgan Kibby zenészt, aki az album összekapcsolásához három zenekari átjátszást komponált meg. Gaga és Kibby a felvonásokat összekötő rövid zenéken két hétig dolgoztak összesen, melyeket egy 26 tagból álló zenekar vett fel. Kibby elmondta, hogy leült Gagával és különféle képeket, festményeket és filmeket néztek referenciákért és elkötelezte magát olyan zenei darabok létrehozása mellett, amelyek megfelelnek az album energiájának, és zökkenőmentesen kapcsolódnak a már létező dalokhoz. Hozzátette azt is , hogy „az album lelke már ott volt, és így az elrendezések azzal a szándékkal készültek, hogy tovább erősítsék az érzelmi témák rejtvényeit”. A felvételek csupán néhány nappal az album maszterelése előtt készültek el.

## Koncepció és borító

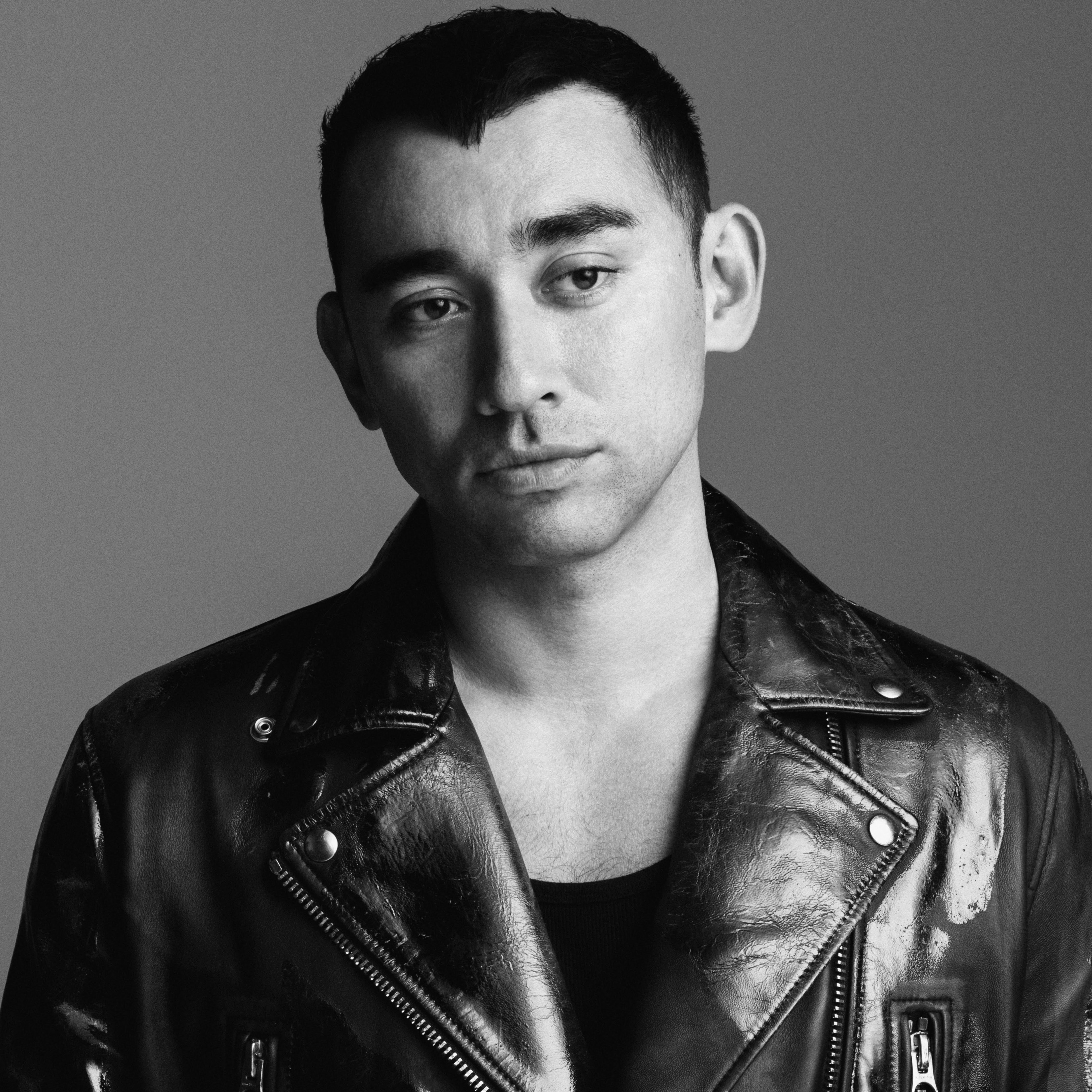
A borítófotózás kreatív rendezéséért Gaga régi munkatársa, Nicola Formichetti felelt

Gaga eredetileg a Free Woman (magyarul Szabad nő) című számról akarta elnevezni az albumot, de végül a Chromatica mellett döntött, mert elmondása szerint „még mindig küzd azzal, hogy szabad nő legyen.” Az album címéről beszélve, Gaga a Chromaticát olyan bolygónak írta le, amelyen az egyenlőség uralkodik, valamint olyan helyként a fejében, ahol az összes hang és szín összekeveredik, kijelentve, hogy „a Chromaticán élek, itt vagyok. Ráleltem a Földre, eltöröltem. A Föld megszűnt. A Chromaticán élek.” A disztópikus Chromatica megjelenik a Stupid Love című dalhoz készített videoklipben, amelyben Gaga egy harci vezetőt alakít és különböző törzsek a hatalom megszerzéséért folytatott harcát mutatja be egy konfliktusokkal teli világban. Gaga elmondta, hogy a Chromatica bolygó koncepciója honnan ered:
„BloodPop hozta elő és beszéltünk arról, hogy a Chromatica lényegében miért egyedülálló, amikor először rápillantasz. Úgy tűnik, hogy a színekről szól, és a különféle színek, valamint a zene is egy kromatikus skála alapján készül, tudod? Mi inkább az inkluzivitásról és az életről beszélünk, és sok mindenről, amit körülöttünk látunk, és amit tapasztalunk, az matematika, ami nagyon hasonlít a zenére, a hang is számtan. Tehát beszéltünk erről, aztán úgymond visszamentem, és azt mondtam: „Rendben, nos, igen, inkluzivitás, de valójában ez a gondolkodásmód”, tudod, nem csak „Oh, Chromatica, mi vagyunk az összes szín és ember”, és amikor azt mondom:„Minden szín, minden ember”, sokkal többre gondolok, mint amit esetleg meg tudnánk érteni.”
Az album előrendelésekor egy ideiglenes borító is napvilágot látott, egy szimbólum rózsaszín háttér felett, amelyet az Entertainment Weekly a Jin-jang szimbólumhoz hasonlított. Az énekesnő elárulta, hogy a Chromatica-logó „egy szinuszhullámot tartalmaz, amely a hang matematikai szimbóluma, és számomra a hang az, ami meggyógyított engem az életemben, és ismét segített a lemez készítésekor, és erről szól a Chromatica.” 2020. április 5-én a hivatalos albumborító is megjelent. A képen Gaga rózsaszín hajjal látható, fémből készült ruhát visel, amelyből tüskék és szegek állnak ki. Csizmáinak sarkából agyar, illetve kés nő ki. Egyik kezén egy válltól ujjig tartó, tüskékkel borított szerelés található. Gaga egy nagy fémrácshoz van erősítve, amelyet „meleg rózsaszín neon” fény világít meg. A borítón látható a korábban bemutatott Chromatica-szimbólum is. Trey Alston az MTV-től az albumborítót „részben Mad Max, Mortal Kombat és cyberpunk fantasyként” írta le, míg Hilary Hughes a Billboard magazintól az Alien-filmekből vélt felfedezni inspirációt. A borítófotót a német Norbert Schoerner készítette, míg a kreatív rendezésért Nicola Formichetti volt felelős.

## Zene és dalszöveg
A Chromatica elsősorban egy 90-es évek popzenéje által befolyásolt dance-pop, elektropop és szintipop stílusú album, amelyre olyan egyéb műfajok hatottak, mint a house, a techno, a diszkó, a funk, a trance, az Eurodance, az EDM és az új hullám. Hangzásvilága merőben eltér elődjétől, a 2016-ban kiadott country-rock stílusú Joanne-től és inkább Gaga karrierjének kezdeti szakaszára emlékeztet. Axwell elmondása szerint a producerek egy „százszázalékos dance felvételt” akartak létrehozni, amely az elektronikus zenén kívül egyéb „régi, retro house” elemeket is tartalmaz. A Chromatica leglényegesebb témája és mondanivalója az az, hogy képesek legyünk örömöt érezni és táncolni rá, még akkor is ha mindeközben nehézségekbe ütközünk és szomorúak vagyunk. Olyan témák kerülnek elő a lemezen, mint a mentális egészség, depresszió, magány, szeretet megtalálása nehézségek révén, szexuális zaklatás miatti PTSD (poszttraumás stressz zavar) és önértékelés. Annak ellenére, hogy az album sötét témákat dolgoz fel, a dalok többsége pozitív hangulatot sugároz, mivel az énekesnő arra törekedett, hogy „szórakoztató és energikusan igazán tiszta” zenét készítsen; valami olyasmit, amit a világ nagy része meghallhat és „mindennapi életük részévé válhat, és boldoggá teheti őket minden egyes nap”.
Kory Grow a Rolling Stone magazintól „terápiás popként” hivatkozott az album zenéjére. A Pitchfork cikkírója, Katherine St. Asaph az albumot „a 90-es évek house zenéjének élethű megújulásának” nevezte, valamint kitért arra, hogy ugyan a Joanne-t kiáltották ki Gaga legszemélyesebb albumának, az író szerint a Chromaticának kellene betöltenie ezt a szerepet. Asaph szerint habár ezen az albumon háttérbe szorul az akusztikus gitár, de minden bizonnyal súlyos témákkal foglalkozik. Stephen Thomas Erlewine az AllMusic-tól szintén megjegyezte, hogy az énekesnő a 2009-es The Fame Monster című középlemezéről elevenít fel emlékeket, ellenben a Chromaticán már veteránként tűnik fel, aki egyáltalán nem azon munkálkodik, hogy modern hangzásvilágot hozzon létre. Erlewine szerint az album szándékosan figyelmen kívül hagyja a trap zenét, valamint a modern poptrendeket a 2010-es évtized végéről és inkább a kirobbanó diszkó és house világába tér vissza.

### Dalok
Az album három felvonásra osztható fel. Az első részben az énekesnő elindul „a gyógyulás felé vezető úton”. Az albumot a Chromatica I című zenekari felvétel nyitja meg, melyet Gaga úgy jellemzett, mint egy „mély, vonós darab, ahol ezt a fajta függőben lévő veszteséget érzed, ami akkor történik, ha szembesülök mindazokkal a dolgokkal, amelyek megijesztenek.” Ez a téma az Alice című dalban folytatódik a „My name isn't Alice but I'll keep looking for Wonderland” (Az én nevem nem Alice, de folyamatosan keresem Csodaországot) sorral, vagyis az énekesnő nem adja fel, „nem dobja be a törülközőt”. A dal a mentális egészségről és Gaga küzdelméről szól, hogy megtalálja a helyét, ahova tartozik. A dal műfajilag 2000-es évekbeli post-rave dance, house és elektronikus stílusokba sorolható, amely egy 90-es évekbeli EDM-ütemet követ dobokkal és szintetizátorokkal, miközben Gaga lágy, magas hangon énekel.
A Stupid Love egy „diszkóval átitatott” dance-pop és elektropop dal, ami a „szeretet örömteli ostobaságáról”, valamint a bátorságról szól, hogy egy szívfájdalom után újra szeretni tudjunk. A dalról beszélve Gaga a következőket mondta: „...Amikor mindannyian úgy döntünk, hogy kiszolgáltatottak vagyunk [...], nagyon sok ember számára ijesztő, és mindenféle törvények, konstrukciók és dolgok léteznek körülöttünk. ... örülnék, ha minél több ilyen fal összeomlana, és az emberek azt mondanák: A hülye szerelmedet akarom. Szeretlek.” A Rain on Me French house elemeket tartalmaz, miközben számos más műfaj is találkozik egymással, úgy mint a dance-pop, a diszkó, a house, és az elektropop. A dalt gyors tempó, szintidiszkós ütemek és funk gitár jellemzi. A dal a kitartásról és a gyógyulásról szól, az esőt pedig metaforaként használja az alkoholra, melyet a fájdalom csillapítására használnak. Gaga leírása szerint a dal a „könnyek ünneplése”: „Két nő beszélget arról, hogyan lehet továbbjutni, és hogyan lehet hálás azért, amit tesz”. Vokálisan Gaga robotszerű hangokkal beszél, míg Grande „a tőle megszokott” magas hangon énekel, melyek az utolsó refrénben keresztezik egymást.
A Free Woman egy eufórikus Eurodance és house himnusz acid house elemekkel. A dalban az énekesnő visszanyeri identitását és nemét egy szexuális zaklatás után. Gaga a dal eredetéről beszélt mondván, hogy „abból ered, amikor azon gondolkodtam, hogy meghalok. Úgy voltam vele, hogy 'hamarosan meghalok, ezért jobb, ha valami fontosat mondok.' Most hallgatom és tudom, hogy élni fogok.” A dal arra törekszik, hogy valakivel együtt legyen „a túlélés érdekében”, miközben szabad nő próbál lenni, melyet a dalszövegben is kiemel: „I'm not nothing without a steady hand” (Erős kéz nélkül is érek valamit). A következő, Fun Tonight című dal folytatja elődjének Eurodance stílusát, de Gaga beleemelt elektropop és dance műfajokat is. A „szakító himnusz” kategóriába sorolják, amelyben a hírnév és a paparazzók is említésre kerülnek. A dalban Gaga érzelmes, melankolikus hanggal énekel, a refrénben falzettet használ. Gaga szerint a dal arról szól, hogy sok olyan éjszakája volt, amikor az őt szerető emberek megpróbálták megmosolyogtatni vagy jobb kedvre deríteni, de nem volt képes boldoggá válni. Ezenkívül Gaga kitér a szakmai hatalma és a személyes szomorúsága közötti űrre. Stefani Germanotta és Lady Gaga közötti beszélgetésként is értelmezik a dalt.

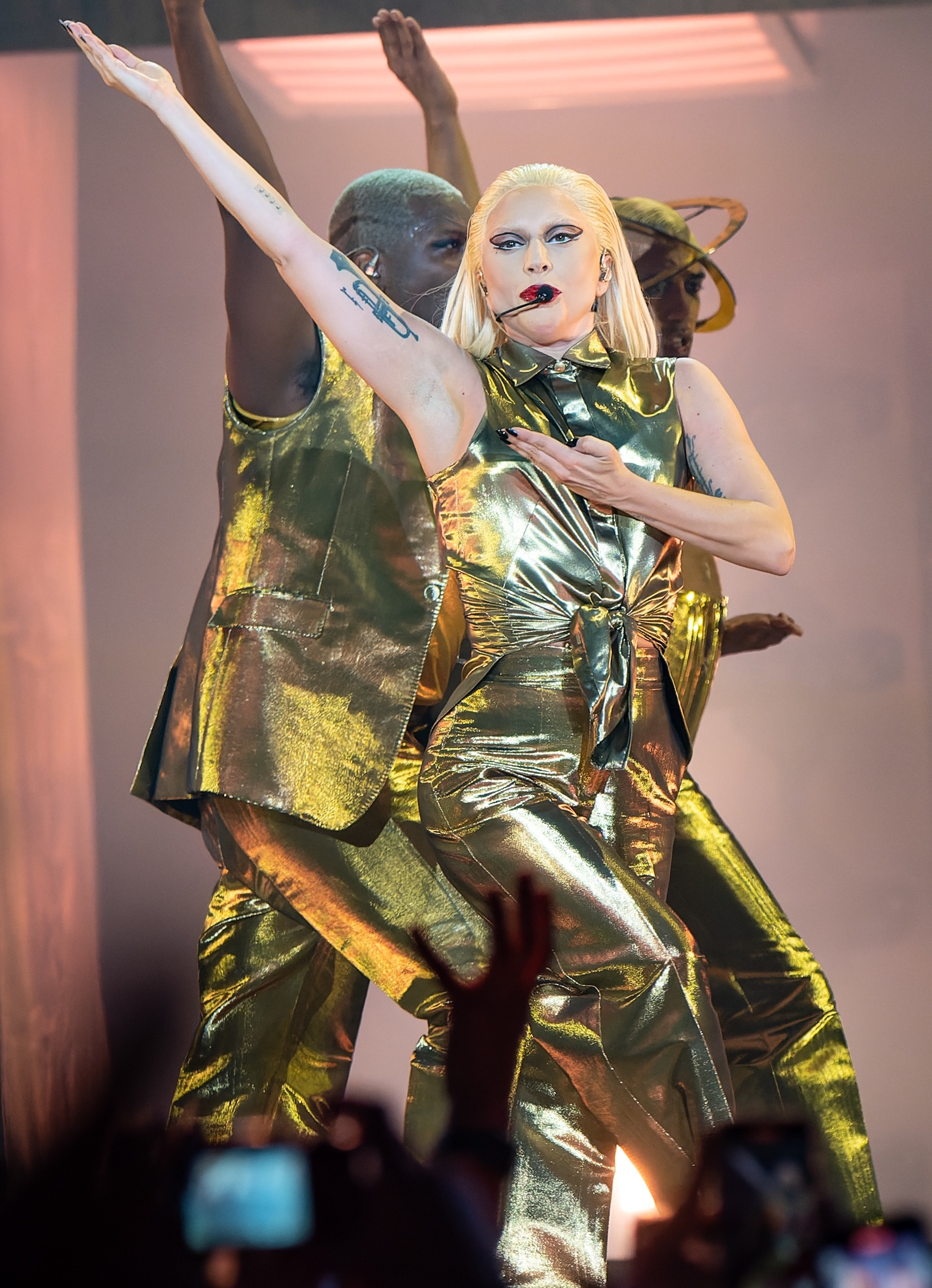
Gaga a Babylon című dal előadása közben a The Chromatica Ball turnén

Második felvonásként felcsendül egy újabb zenekari darab, a Chromatica II, amely a 911 előfutára. A 911 egy Euro disco dal az énekesnő antipszichotikus gyógyszerkezeléséről. Gaga monoton, robotikus vokális effektusokat használ techno-funk elemekkel. A verzékben Gaga felsorolja, hogy a mentális betegségek milyen hatással voltak a körülötte lévő világra, míg a refrénekben teljes mértékben elismeri mentális betegségét, és legrosszabb ellenségének nevezi saját magát. A Plastic Doll-ban Gaga szembesül azzal, hogy tárgyként kezelik és egy barbie babához hasonlítja magát, azok alapján, ahogy mások bántak vele. Műfajilag egy Eurodance és diszkó dal. A Sour Candy Gaga és a Blackpink együttműködése, amelyben az énekesek egy potenciális szeretőhöz szólnak, hogy ne próbálják megváltoztatni a sebeiket. A dal többnyelvű, angol és koreai dalszöveget tartalmaz, a sour candy-t (magyarul: savanyú cukorkát) metaforaként használják azt szemléltetve, hogy hogyan működnek egy kapcsolatban. Műfajilag egy 90-es évek által inspirált dance-pop, elektropop, bubblegum pop és deep house himnusz, amely egy „pattogó” house, dance és elektronikus ütemet követ, gyors tempójú produkcióval. A house és a disco hatású dance-pop himnusz, az Enigma Gaga rejtély iránti vágyát emeli ki. Az elektropop stílusú dalban Gaga elmondja egy szeretőjének, hogy bármi lehet, amire csak vágynak. Az album a spanyol hatású French house, nu-disco és elektropop stílusú Replay-jel folytatódik, amely deep house elemeket, diszkószintiket és szellemszerű vokálokat tartalmaz. A dalban Gaga a múltjával foglalkozik, és kiderül, hogy egészségtelen kapcsolatban áll önmagával.
A drámai Chromatica III felvétel következik, amely Gaga és Elton John közös dalába, a Sine from Above-ba fut bele, amely a zene gyógyító erejéről és Gaga egy magasabb hatalommal való kapcsolatáról szól. Számos zenei műfaj fellelhető benne úgy mint, az elektropop, az Euro disco, a dance-pop, a trance és a house. A dal végén egy drum and bass stílusú levezető hallható. Az 1000 Doves egy trance dal „csillogó” szintetizátorokkal és zongora vezérelt house ütemekkel. A dal egy „kecses” segélykiáltás, amelyben Gaga kifejezi rajongói iránti szeretetét, azt akarva, hogy emberként tekintsenek rá. Az albumzáró Babylon egy diszkó hatású 90-es évekbeli house és Hi-NRG dal, amely a pletykákról szól, melyek az énekesnő „életét működtették” és amiktől „kicsinek és leláncoltnak” érezte magát. A dalt számos kiadvány Madonna Vouge című dalához hasonlította. A Target és a nemzetközi deluxe kiadás tartalmaz egy Love Me Right című bónuszdalt, ami egy lassabb tempójú  „sérülékeny” szám, amely eltér az album standard kiadásában szereplő daloktól.

## Kiadás
A bulvárlapok cikkeire válaszul, melyek szerint Gaga várandós lenne, az énekesnő 2019. március 12-én úgy reagált a Twitteren, hogy „pletykák, hogy terhes vagyok? Igen, várandós vagyok a #LG6-szel”. Ezek után számos kiadvány arra spekulált, hogy az album a következő kilenc hónapban fog megjelenni valamikor, azonban az idő letelte után az album nem látott napvilágot, így a teória hamisnak bizonyult. 2020. március 2-án Gaga bejelentette az album címét, valamint 2020. április 10-i megjelenési dátumát. Az album előrendelése a bejelentéssel egy időben elérhetővé vált. Március 24-én az énekesnő hivatalos közösségi fiókjain keresztül bejelentette, hogy az album kiadása határozatlan időre elhalasztódik a COVID–19-világjárvány miatt. Később részletezte döntését: „nagyon sok ember megannyi nehézségen megy most keresztül, ezért leállítottuk a lemez kiadását és minden dolgot, amit jelenleg csinálunk, mert egy dologra szeretnék igazán koncentrálni. Szerettem volna valamit tenni, hogy segítsek a világon, erre fókuszáltam leginkább. Az Egészségügyi Világszervezettel és a Global Citizennel együttműködve [a Together at Home című jótékonysági virtuális koncertsorozaton] lehetőség nyílt számomra, hogy a kedvességről beszéljek, és olyan dolgokról, amikben hiszek, szemben a Chromaticával, ami számomra egy absztraktabb módszer”.

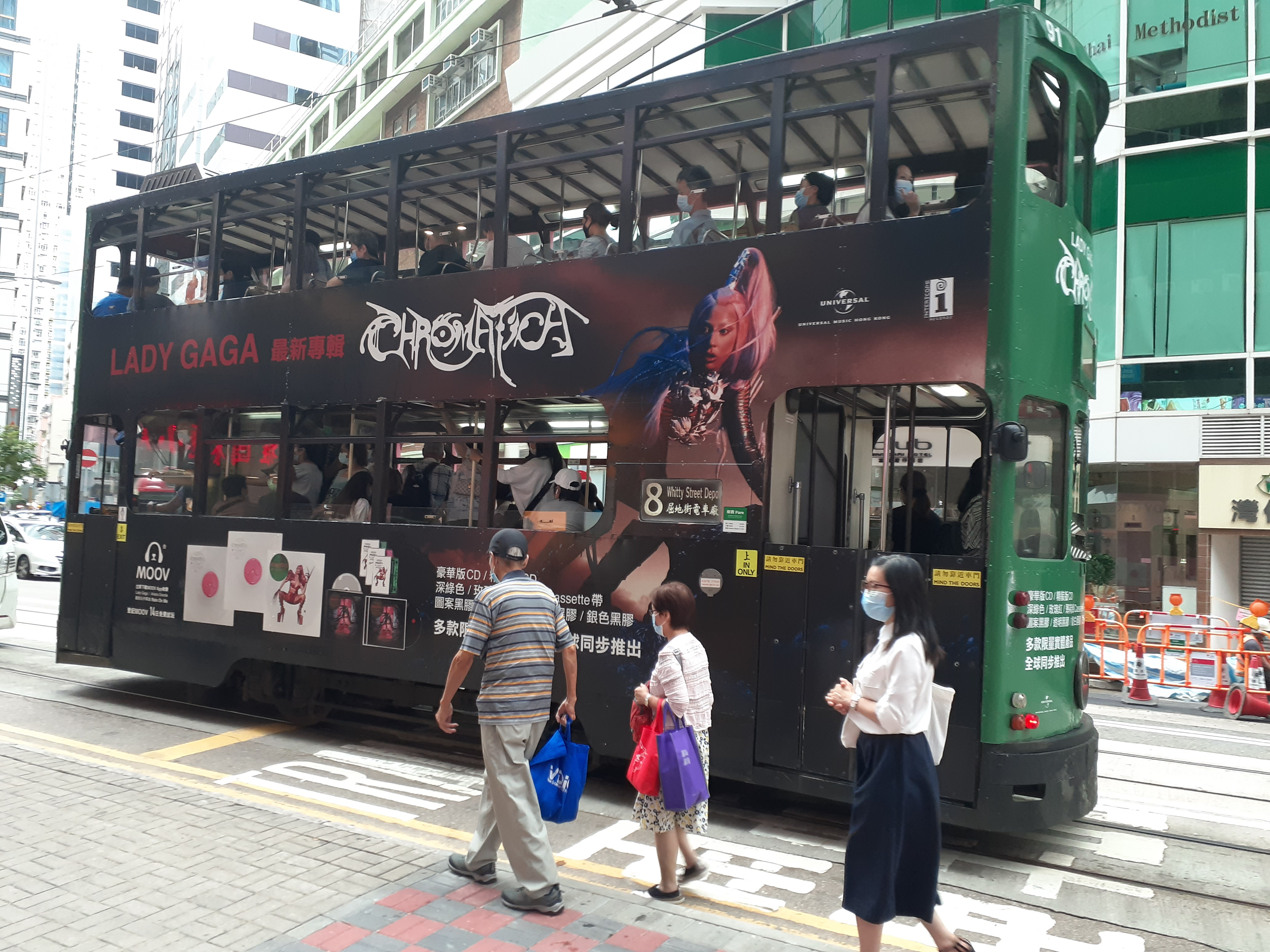
A Chromatica albumot reklámozó villamos Hongkongban 2020 szeptemberében, rajta az album különböző fizikai verzióival

Az album végül 2020. május 29-én jelent meg a Streamline és az Interscope Records kiadók gondozása alatt. Az album standard változata CD-n, kazettán, hanglemezen, illetve digitális letöltés és streaming formájában vált elérhetővé. A bakelit lemez színes, valamint képes formában egyaránt megjelent. A színek között megtalálható volt a tej szín, valamint egy exkluzív, átlátszó szín az énekesnő hivatalos webshopjából, illetve egy ezüst színű, melyet kizárólag az Urban Outfitters adott ki. A kazetta sötétzöld, rózsaszín és mentazöld színben került kiadásra. Gaga hivatalos brit webshopján egy exkluzív neonzöld kiadás is elérhető volt, míg az Urban Outfitters egy világos változatot kínált. A Target deluxe, valamint nemzetközi deluxe verziói az CD-ből három bónuszdalt tartalmaznak: Love Me Right, 1000 Doves (Piano Demo) és Stupid Love (Vitaclub Warehouse Mix). Az album japán kiadása bónuszdalként tartalmazza Ellis remixét a Stupid Love című dalból. Az album megjelenése napján a Spotify közzétette a „Welcome to Chromatica” című bővített albumot, amelyben a zeneszámokat Gaga videóüzenetei színesítették, valamint szerepeltek benne ezen kívül exkluzív fényképek és letölthető poszterek is.
2020. november 22-én korlátozott számban megjelent a Chromatica díszdobozos kiadása, amely az album deluxe változata mellett további három remixet, egy lemezborító posztert, képeslapokat, illetve ideiglenes tetoválásokat tartalmaz. Ezeken kívül a díszdoboz japán kiadásához jár egy DVD lemez videóinterjúval, videóklipekkel és kulisszatitkokkal. 2021. június 25-én szintén korlátozott számban kiadják az album kihajthatós bakelitlemez formátumát, benne egy 40 oldalas fanzinnal és egy 28 oldalas bakelit-méretű füzetkével. 2021. június 12-én a bakelitlemez sárga színnel is megjelent kizárólag az évente megrendezett Lemezboltok Napja alkalmából. Annak alkalmára, hogy Gaga nyolc év után először turnézik Japánban a The Chromatica Ball keretein belül, 2022. augusztus 31-én megjelenik a Chromatica japán turné kiadása. Bónuszszámként szerepel rajta a Hold My Hand című dal is a Top Gun: Maverick filmzenéjéről, valamint ugyanazt a DVD-t tartalmazza, ami korábban megjelent a japán díszdobozos kiadásban, továbbá egy bookletet és egy turnéposztert is tartalmaz a csomag.

## Az album népszerűsítése
Bobby Campbell, az énekesnő menedzsere elárulta, hogy mintegy 18 hónapot dolgozott az album promóciós kampányán, melyet az Interscope Records elnöke, John Janick „minden idők egyik legjobb albummegjelenési tervezetének” nevezett. Gaga az eredeti tervek szerint fellépett volna a 2020-as iHeartRadio Music Awardson, valamint a 2020-as Coachella Fesztiválon, illetve több zenei videó forgatását is tervezték néhány márkakampánnyal párhuzamosan, de ezeket mind elhalasztották vagy végleg eltörölték a Covid19-járványhelyzet miatt.
2020. május 26-án és 28-án Gaga és Grande a The Weather Channellel társulva vicces helyszíni időjárás-jelentő videókban tűntek fel, hogy Rain on Me című dalukat népszerűsítsék. Az album megjelenésének napjára Gaga egy album-hallgató partit hirdetett meg közösségi fiókjain keresztül, azonban az eseményt elhalasztotta a George Floyd meggyilkolása után kitört tiltakozások hatására mondván, hogy „a világnak ma a kedvességünkre van szüksége”. Az Adobe-bal és a Live Nationnel együttműködve, Gaga egy online versenyt hirdetett 10 000 dolláros pénzjutalommal, ahol a résztvevőknek az Adobe kreatív alkalmazásai segítségével meg kellett tervezniük egy, a Rain on Me című dal által inspirált posztert, és szemléltetniük kellett, hogy „mit jelent számukra a Chromatica”. 2020. augusztus 5-én Gaga bejelentette, hogy a hónap minden péntekén egy rádióműsort fog adni az Apple Music-on keresztül Gaga Radio néven, amelyben az album inspirációiról fog beszélni és minden adásban exkluzív DJ-keverékeket mutat be. A rádióműsor vendégei közt szerepelt BloodPop, Burns, Elton John, a Blackpink és Tchami, valamint a záróadás során néhány rajongó is becsatlakozhatott FaceTime-on keresztül. 2020 decemberében Gaga és az Oreo közös kampányában a vállalat Chromatica témájú kekszeket dobott piacra. A vanília ízű kekszek, melyeken Chromatica-ihletésű szimbólumok láthatók élénk rózsaszínűek, míg a krém töltelék zöld színt kapott. 2021 áprilisában Gaga összeállt a Dom Pérignon francia pezsgőmárkával és kiadtak egy promóciós reklámfilmet Nick Knight rendezésével, melyben a Free Woman részletei hallhatók.

### Fellépések és turné

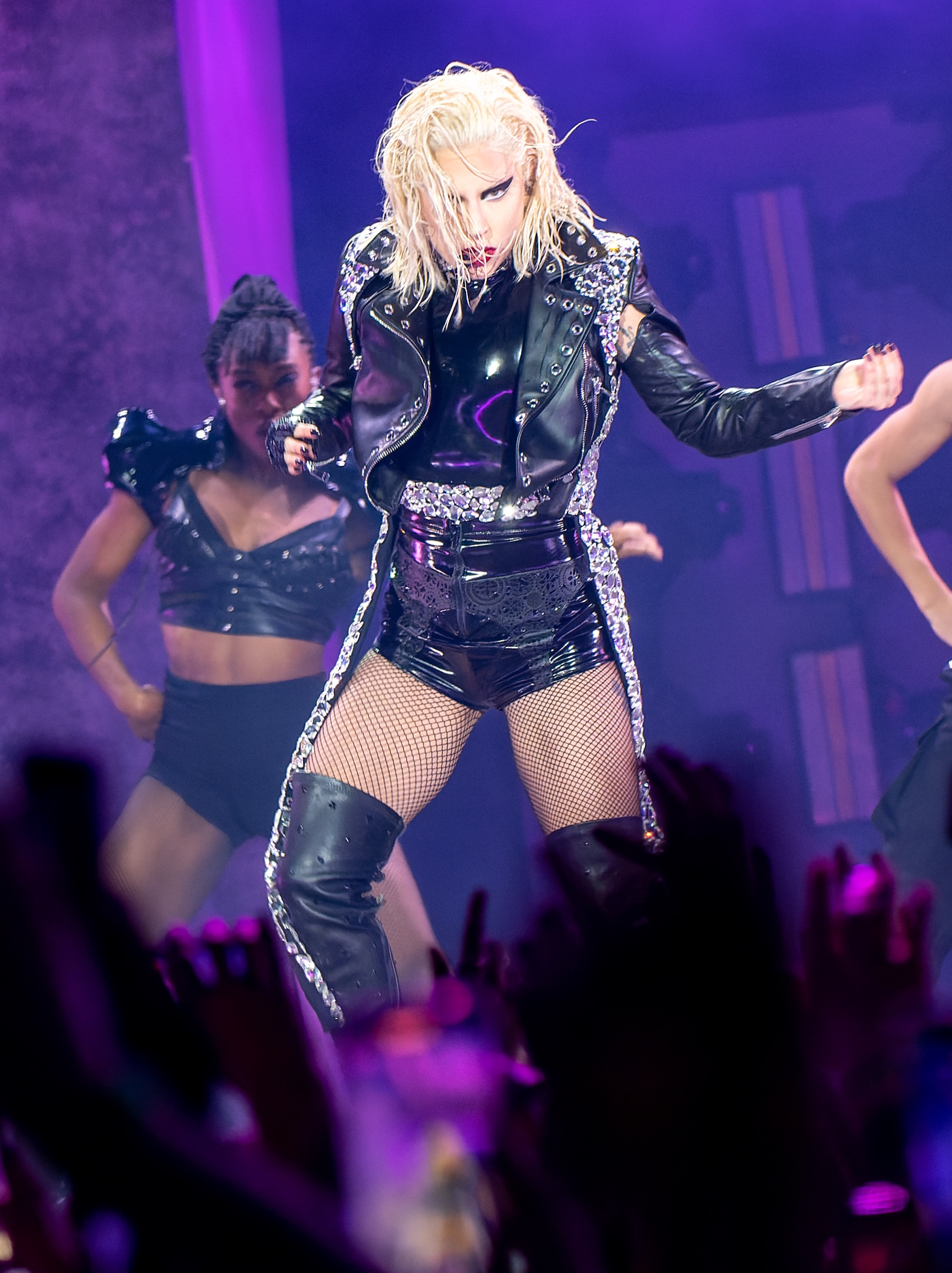
Gaga a Stupid Love előadása közben a The Chromatica Ball turnén

2020. augusztus 30-án Gaga fellépett a 2020-as MTV Video Music Awards-gálán, ahol Chromatica II, 911, Rain on Me és Stupid Love című dalaiból adott elő egy egyveleget. Az énekesnő hét év eltelte után először tért vissza a díjkiosztó színpadára. A Rain on Me előadása során csatlakozott hozzá dalszerző társa, Ariana Grande is. A kilenc perces fellépés teljes időtartama alatt Gaga szájmaszkot viselt a COVID–19-járvány miatt. Lindsay Zoladz, a The New York Times újságírója „egy energikus, dilis és teljesen katartikus kilenc percnek” nevezte a fellépést.
2020. március 5-én bejelentették, hogy az album népszerűsítése céljából Gaga útjának indítja a The Chromatica Ball elnevezésű turnéját. A koncertsorozat eredeti tervek szerint 2020 nyarán startolt volna el, azonban a Covid19-világjárvány miatt a szervezők először egy évvel későbbre, majd a továbbra sem javuló helyzet miatt 2022-re halasztották a koncertdátumokat. A turné végül 2022. július 17-én indult el a németországi Düsseldorfból és összesen húsz állomása volt. A záró koncertet szeptember 17-én rendezték meg Miamiban. A Chromatica témáival összhangban a koncert narratívája is egy trauma és gyógyulás körüli utazást mutat be. A The Chromatica Ballt a kritikusok dicsérték a vizuális látványért, a koreográfiáért, Gaga énekesi képességeiért, az a cappella előadásokat pedig sokan külön kiemelték. Kereskedelmi sikert is aratott: 834 000 eladott jegyből 112,4 millió dollár bevételt termelt, miközben több egyéni látogatottsági és helyszínrekordot is megdöntött.
A 2022. szeptember 10-én a Los Angelesben tartott koncertet rögzítették a Gaga Chromatica Ball elnevezésű koncertfilmhez, amelyet 2024. május 25-én mutattak be az HBO-n és a HBO Max streamingplatformon.

### Kislemezek
Első kislemezként a Stupid Love című dal jelent meg 2020. február 28-án. A zenei kritikusoktól pozitív fogadtatásban részesült, akik leginkább az énekesnő korábbi kiadványaihoz hasonlították. A dal az Egyesült Államokban és az Egyesült Királyságban egyaránt az ötödik helyig jutott a kislemezlistákon. Megjelenése napján a dalhoz készített videóklip is napvilágot látott, melyet Daniel Askill rendezett. A Target exkluzív / nemzetközi deluxe kiadáson megtalálható Vitaclub Warehouse remixváltozatot a dalból 2020. május 15-én mutatták be. 2020. május 22-én adták ki második kislemezként az Ariana Grande közreműködésével készített Rain on Me-t. A dalt leginkább felemelő hangulata, valamint Gaga és Grande vokális készségei miatt méltatták. A Rain on Me az első helyen debütált az Egyesült Államokban és az Egyesüst Királyságban. A Robert Rodriguez által rendezett videóklip nem sokkal a hivatalos megjelenés után vált elérhetővé.
Előzetes bejelentés nélkül az album megjelenését megelőző napon promóciós kislemezként a kiadó megjelentette a Sour Candy című dalt. 2020. augusztus 28-án a Gaga Radio utolsó adása alkalmából megjelent Honey Dijon remixe a Free Woman című dalból. A 911 című dalhoz 2020. szeptember 18-án jelent meg videóklip, majd Olaszországban az album harmadik kislemezévé vált 2020. szeptember 25-én. 2021. április 13-án a Free Woman felkerült a francia rádiók játszási listájára az album negyedik kislemezeként az országban.

## A kritikusok értékelései
Az album többnyire pozitív fogadtatásban részesült. Az értékeléseket összegző Metacritic 25 zenei kritikus véleménye alapján 79 pontot adott rá a maximális 100-ból, így az album az „általában kedvelt” besorolást kapta. A szintén kritikákat összegző Album of the Year weboldal 29 vélemény alapján 76 pontra értékelte a lemezt a maximális 100-ból, míg a hasonló felépítésű AnyDecentMusic? weboldalon 7,6 pontos értékelést ért el a maximális 10-ből.
Jason Lipshutz a Billboard magazintól pozitív kritikát írt az albumról és a nyár egyik legjobb dance-pop felvételének nevezte. Stephen Thomas Erlewine az AllMusictól négy csillagra értékelte a lemezt a maximális ötből és egy olyan előadó visszatérő albumának nevezte, „aki soha el sem tűnt”, majd hozzátette, „meglehet, hogy [Gaga] többé nem vágyik a furcsa provokátor imázsára, de megtanulta, hogyan élesítse és finomítsa támadását és ez a törekvés az egyik legegységesebb és legjobb albumává teszi a Chromaticát”. Az a The A.V. Club szerkesztője, Patrick Gomez „B” értékeléssel látta el a lemezt, amely véleménye szerint „olykor őrjöngő és összefüggéstelen”, de a dalok általánosságban erősek és változatosak. Michael Cragg a The Guardian-tól négy csillagra értékelte az albumot a maximális ötből mondván, hogy a lemez, „nemcsak Gaga legszemélyesebb felvétele, de az egyik leglényegretörőbb is”, valamint korábbi elektropop munkáihoz hasonlította azt. Ugyanakkor megjegyezte, hogy néhány dal túl rövid és olykor elcsépelt. Katherine St. Asaph a Pitchfork-tól kijelentette, hogy „a popdíva visszatért dance-pop napjaihoz egy mesésen szórakoztató és mélyen személyes albummal, amely esetenként bizarr, színházi és ambiciózus.” A Variety magazin pozitív kritikájában Jem Aswad arról írt, hogy az albumnak „konzisztenciája van és hangilag egységes, még akkor is, ha a dalok tematikusan és dallamosan vándorolnak a térképen”, ezenkívül hozzátette, hogy a lemez „egy szilárd alap Gaga figyelemreméltó karrierjének következő szakaszához.” Leah Greenblatt az Entertainment Weekly magazinban úgy fogalmazott, hogy „a 13 dal közül szinte mindegyikkel egy egyfajta örömteli többlethez jutunk: slágerek, melyeket arra terveztek, hogy az agy örömközpontjaira nyomódjanak, melyek újból és újból beadják a derekukat az újrajátszás gombnak”. Az NME-től Hannah Mylrea szintén pozitívan írt a lemezről, amely szerinte „tiszta öröm”, valamint dicsérte a produceri munkát. Katie Tymochenko a kanadai Exclaim! magazintól kijelentette, hogy „a Chromatica bebizonyította, hogy Gaga visszatért és jobb, mint valaha.” A Forbes magazin szerint Gaga újraélesztette a popzenét, valamint hozzátették, hogy „a dalszerzésben fellelhető bátorság, az elektropop-tökéletességért tett erőfeszítés és a dalok közötti átmenetek az év legkiemelkedőbb popalbumává teszik a lemezt”.
Nick Smith a musicOMH online magazintól azzal zárta pozitív kritikáját, hogy „lehet, hogy túl sok újdonság nincs benne, de miért zargatnánk ezt a receptet, ha ilyen ütős dallamokat és táncparkett-slágereket tud eredményezni?” A Rolling Stone magazin szerkesztője, Kory Grow úgy gondolta, hogy Gaga „többnyire a Chromatica spektrumát olyan testmozgató zenére összpontosította, amely természetesen jön belőle”, illetve hozzátette, hogy [Gaga] „újjászületése a popzenében nem jöhetett volna jobb időben”. A brit Clash magazin 10/8 pontra értékelte az albumot kijelentve, hogy „tizenhat felvételén keresztül a Chromatica abszolút felülmúlja önmagát, de a lehető legjobb módon. Minden egyes dal egy himnusz az ellenszegülésre és elfogadásra”. Alexandra Pollard a The Independent-től „extravagánsnak”, de „elvirágzottnak” nevezte az albumot, azonban sejtése szerint „az idő múlásával jobban megmutatkozik majd” a lemez. Neil McCormick a The Telegraph magazinban úgy fogalmazott, hogy „a Chromatica a legerőteljesebb és legenergikusabb Gagát kínálja, amit mindenkinek látnia kell.” A PopMatters-nek írva Evan Sawdey azt írta, hogy az album egy „kidolgozott mestermű” és dicsérte a dalok zeneiségét és lírai tartalmát.
A Slant Magazin-ban Sal Cinquemani vegyes kritikát fogalmazott meg a lemezről. Véleménye szerint Gaga „továbbra is ugyanazt a területet bányássza mind zenei, mind fogalmi szempontból, amely azt sugallja, hogy a császárnőnek valóban nincs öltözéke.” Simon K. a Sputnikmusic-tól szintén megfogalmazott néhány negatív kritikát. Szerinte az album egy szolid visszatérés, de túl „határozatlan”. Jeremy J. Fisette, a Beats Per Minute-től az albumot 64 pontra értékelte a maximális 100-ból és azt mondta, hogy a produkció a „lemez végére kissé egyforma, ami unalmas kiszámíthatóságot eredményez.” Pozitívumként azonban Fisette kiemelte Gaga énektudását. A Spin magazin újságírója, Dan Weiss ugyan kiemelt néhány fülbemászó dallamot, de összességében kritikus volt az albummal szemben és hangzásvilágában Gaga „eddigi legkevésbé változatos lemezének” nevezte.

### Év végi listák
| Kiadvány                 | Lista                          | Helyezés        | Forrás  |
| ------------------------ | ------------------------------ | --------------- | ------- |
| Billboard                | 2020 50 legjobb albuma         | 5               | [ 148 ] |
| Billboard                | 2020 25 legjobb popalbuma      | Szerepelt rajta | [ 149 ] |
| Crack Magazine           | 2020 legjobb albumai           | 32              | [ 150 ] |
| Consequence of Sound     | 2020 50 legjobb albuma         | 8               | [ 151 ] |
| Glamour                  | 2020 30 legjobb albuma         | Szerepelt rajta | [ 152 ] |
| The Guardian             | 2020 50 legjobb albuma         | 19              | [ 153 ] |
| The Independent          | 2020 40 legjobb albuma         | 28              | [ 154 ] |
| The Line of Best Fit     | 2020 legjobb albumai           | 47              | [ 155 ] |
| NME                      | 2020 50 legjobb albuma         | 14              | [ 156 ] |
| People                   | 2020 legjobb albumai           | 3               | [ 157 ] |
| The Plain Dealer         | 2020 legjobb albumai           | 24              | [ 158 ] |
| Rolling Stone            | 2020 50 legjobb albuma         | 11              | [ 159 ] |
| South China Morning Post | 2020 legjobb albumai           | 8               | [ 160 ] |
| Vice                     | 2020 100 legjobb albuma        | 64              | [ 161 ] |
| Wonderland               | 2020 legjobb albumai (1. rész) | Szerepelt rajta | [ 162 ] |

### Hatása
Drake Honestly, Nevermind (2022) és Beyoncé Renaissance (2022) című lemezének megjelenésekor, egyes kiadványok felfigyeltek a Chromatica hatására, amiért visszahozta a diszkó és a house zenét a mainstreambe, és befolyásolta a zeneipar változását.

## Kereskedelmi fogadtatás
Észak-Amerika

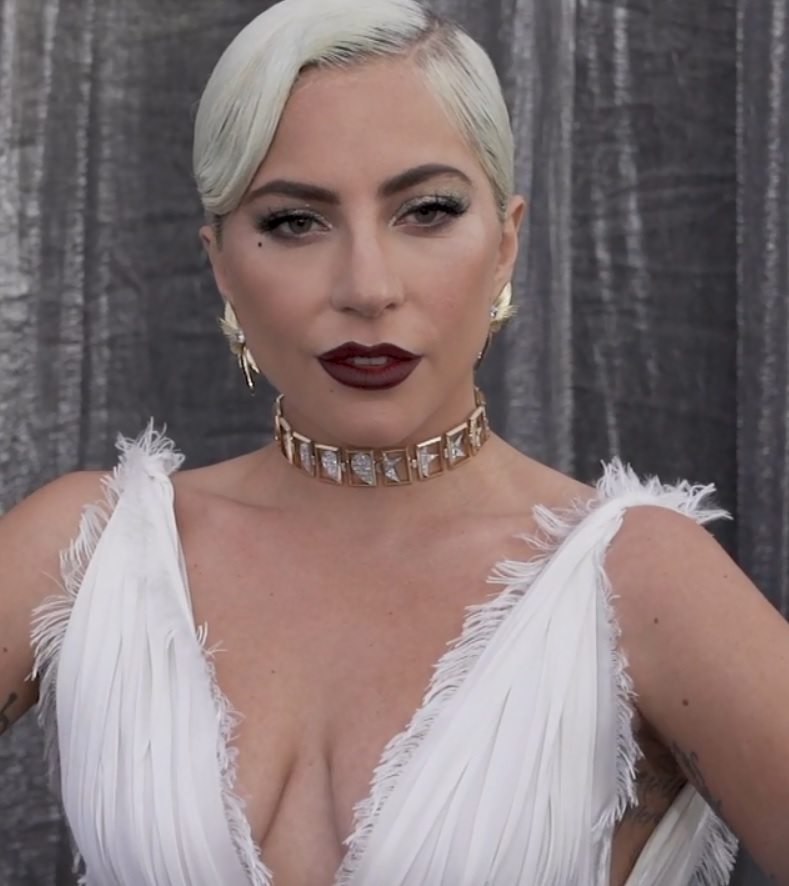
A Chromatica Gaga hatodik listavezető albumává vált az Egyesült Államokban, valamint 2020-ban a második lemez volt női előadótól, amely elérte az első helyet a Billboard 200 listán.

A Chromatica az első helyen nyitott az amerikai Billboard 200 albumlistán 274 000 albummal egyenértékű egységgel az első héten, amelyből 205 000 darab tradicionális lemezeladásból adódott, ezzel akkoriban 2020 ötödik legsikeresebb debütálását tudhatta magának Gaga, míg a női előadók albumainak terén 2020 júniusáig bezárólag a Chromatica nyitott a legsikeresebben az évben. 2020-ban csupán a második női album volt, amely elérte a lista csúcsát Selena Gomez Rare című albumát követően. Ezen kívül az album és annak dalai mintegy 87,16 millió on-demand streamet gyűjtöttek a június 13-i hétig bezárólag. Gaga Beyoncé, Mariah Carey, Britney Spears, Taylor Swift, Barbra Streisand, Madonna és Janet Jackson után a nyolcadik női előadóvá vált az amerikai slágerlista történetében, akik legalább hat listavezető albumot adtak ki az országban. Gaga emellett új rekordot állított fel a női előadók között, miután hat listavezető pozícióját kilenc év és két nap alatt érte el. A korábbi csúcstartó Taylor Swift volt, akinek ez tíz év és kilenc hónap alatt sikerült. Második hetén a Billboard 200-on az album a második helyen szerepelt 64 000 albummal egyenértékű egységgel, ami mintegy 77%-os visszaesés volt az előző héthez képest. A következő héten az eladások további 31%-kal csökkentek, de 44 000 egységgel megtartotta második helyezését az albumlistán.
Megjelenése után egy hónappal az album eladása átlépte a 400 000 egységet az Egyesült Államokban. Az album 2021. június 25-i bakelitlemez formátumának megjelenését követően a Chromatica visszatért a Billboard 200 listára az 59. helyen, valamint első helyezett lett a bakeliteket rangsoroló Vinyl Albums listán 8000 eladott példánnyal. 2021 júliusáig az album különböző bakelit kiadásai 76 000 példányban keltek el Amerikában. 2021 januárjáig a lemez mintegy 842 000 albummal egyenértékű egységben kelt el az országban, ezzel az év legkelendőbb dance/elektronikus stílusú lemeze volt, míg tradicionális lemezeladásokat tekintve a Chromatica 2020 hatodik legkelendőbb albuma volt az Egyesült Államokban 331 000 fizikai példány értékesítésével. Az album összesen 41 hetet töltött a Billboard 200 listán.
Kanadában hasonlóképp az első helyen debütált a lemez a Billboard Canadian Albums listán 28 000 albummal egyenértékű egységgel, amely Gaga negyedik elsőségét jelentette az ország albumlistáján. Megjelenését követő második és harmadik hetén tartotta listavezető pozícióját 6000, illetve 4700 egységgel. Kanadában a Chromatica – három hetével – az énekesnő második leghosszabb ideig listavezető albumává vált az a Star Is Born után, amely összesen tíz hétig vezette a kanadai albumlistát 2018-ban.
Európa
Az Egyesült Királyságban mindössze három nappal megjelenése után az albumból 40 000 példány fogyott, amivel az Official Charts Company adatai szerint felülmúlta a hétközi albumlista Top 20-as mezőnyét együttvéve. A Chromatica 52 907 példányban kelt el az első héten, ezzel az év addigi legnagyobb heti eladását produkálva az első helyen nyitott a brit albumlistán. 2020 novemberében Kylie Minogue Disco című nagylemezéből 54 905 példány fogyott egy hét alatt, ezzel lekörözte Gaga albumát és az év legkelendőbb lemeze lett. A Chromatica első heti eladása 6305 digitális letöltésből, 14 893 streaming egyenértékű eladásból és 31 709 tradicionális lemezeladásból tevődött össze. A fizikai lemezeladásból 8500 darab az album hanglemez formátumából adódott, melyet a listát közzétevő Official Charts Company is kiemelt, mint az év addigi legkelendőbb hanglemeze. Az Official Charts Company adatai szerint a Chromatica albumból több fogyott az első héten, mint az albumlista első tíz helyezettjéből összesen. Az országban ez Gaga ötödik listavezető albuma a The Fame (2008) / The Fame Monster (2009), a Born This Way (2011), az Artpop (2013) és A Star Is Born (2018) után. A Chromatica túlszárnyalta Gaga előző három kiadványának első heti eladásait is, ezek A Star Is Born, a Joanne (2016) és a Tony Bennett-tel közös Cheek to Cheek (2014). A következő héten 12 819 példány fogyott az albumból, amellyel megtartotta listavezető pozícióját az országban. Az Egyesült Királyságban a Chromatica a 2020-as év legkelendőbb felvétele volt kazetta formátumban, míg minden verzióját együttvéve az év huszonkettedik legkelendőbb albuma volt az országban; ötödik a női előadók albumai közt. 2021 márciusáig bezárólag az évszázad tizenkilencedik legkelendőbb bakelitlemeze az országban; női előadók között a negyedik helyet foglalja el.
Franciaországban az album 21 746 példánnyal az első helyen nyitott az ország albumlistáján, ami női előadók között az addigi legmagasabb heti eladás volt az évben. A következő héten az albumeladások mintegy 76%-kal estek vissza, így 4100 példánnyal a második helyre csúszott vissza. Olaszországban a FIMI listáján az album szintén első helyezett volt és megjelenésekor a hét legnagyobb eladását produkálta az országban a bakelitlemezek között is.
Ázsia és Óceánia
Japánban az album mindössze három napi eladási értékeit figyelembe véve a harmadik helyen debütált az Oricon és a Billboard Japan Hot Albums albumlistáján 7783 eladott példánnyal. A következő héten a tizedik helyre csúszott le a japán albumlistán 3691 példánnyal. Dél-Koreában a 64. helyen debütált a Kaon listáján. Ausztráliában az első helyen nyitott a Chromatica, ezzel Gaga negyedik listavezető albumává vált az országban a The Fame Monster (2009), a Born This Way (2011) és az A Star Is Born (2018) után. Második hetén az ausztrál piacon az album továbbra is megőrizte elsőségét. Új-Zélandon szintén az első helyen debütált a lemez és hasonlóképpen Ausztráliához, itt is az énekesnő negyedik listavezető albuma lett.

## Díjak és jelölések
| Díj                         | Év   | Kategória                                                | Eredmény | Forrás  |
| --------------------------- | ---- | -------------------------------------------------------- | -------- | ------- |
| BreakTudo Awards            | 2020 | Az év albuma                                             | Elnyerte | [ 197 ] |
| Channel R Radio Awards      | 2020 | A legjobb album                                          | Elnyerte | [ 198 ] |
| Grammy Awards               | 2021 | A legjobb popalbum                                       | Jelölve  | [ 5 ]   |
| Billboard Music Awards      | 2021 | A legjobb dance/elektronikus album                       | Elnyerte | [ 199 ] |
| Fonogram – Magyar Zenei Díj | 2021 | Az év külföldi modern pop-rock albuma vagy hangfelvétele | Jelölve  | [ 200 ] |
| Japan Gold Disc Awards      | 2021 | Az év albuma (Nyugati)                                   | Elnyerte | [ 201 ] |
| Japan Gold Disc Awards      | 2021 | A legjobb 3 album (Nyugati)                              | Elnyerte | [ 201 ] |
| LOS40 Music Awards          | 2020 | A legjobb nemzetközi album                               | Jelölve  | [ 202 ] |
| People’s Choice Awards      | 2020 | 2020 albuma                                              | Jelölve  | [ 203 ] |
| WOWIE Awards                | 2020 | A legjobb album vagy EP                                  | Elnyerte | [ 204 ] |

## Dawn of Chromatica
2021. szeptember 3-án Dawn of Chromatica címmel egy remixalbum jelent meg, amely a Chromatica dalainak újragondolt változatait tartalmazza, főként underground és hiperpop produkcióval. A remixeken olyan előadók működtek közre, mint Arca, Rina Sawayama, Pabllo Vittar, Charli XCX, Ashnikko, Shygirl, Dorian Electra, és Bree Runway. Az album javarészt pozitív kritikákat kapott.

## Az albumon szereplő dalok listája
| Standard kiadás | Standard kiadás                 | Standard kiadás | Standard kiadás                                     | Standard kiadás | Standard kiadás | Standard kiadás | Standard kiadás | Standard kiadás | Standard kiadás |
|                 | Cím                             | Szerző(k) | Producer(ek)                                        | Hossz           |                 |                 |                 |                 |                 |
| --------------- | ------------------------------- | --- | --------------------------------------------------- | --------------- | --------------- | --------------- | --------------- | --------------- | --------------- |
| 1.              | Chromatica I                    | Lady Gaga, Morgan Kibby | Kibby, Gaga                                         | 1:00            |                 |                 |                 |                 |                 |
| 2.              | Alice                           | Gaga, BloodPop, Axel Hedfors, Justin Tranter, Johannes Klahr                                                                            | BloodPop, Axwell, Klahr, Benjamin Rice              | 2:57            |                 |                 |                 |                 |                 |
| 3.              | Stupid Love                     | Gaga, BloodPop, Max Martin, Martin Joseph Léonard Bresso, Ely Rise                                                                      | BloodPop, Tchami, Martin, Ben Rice                  | 3:13            |                 |                 |                 |                 |                 |
| 4.              | Rain on Me (Ariana Grandéval)   | Gaga, BloodPop, Matthew Burns, Nija Charles, Rami Yacoub, Bresso, Grande, Alexander Ridha                                               | BloodPop, Burns, Tchami, Rice                       | 3:02            |                 |                 |                 |                 |                 |
| 5.              | Free Woman                      | Gaga, BloodPop, Hedfors, Klahr | BloodPop, Axwell, Klahr, Rice                       | 3:11            |                 |                 |                 |                 |                 |
| 6.              | Fun Tonight                     | Gaga, BloodPop, Burns, Yacoub | BloodPop, Burns, Rice                               | 2:53            |                 |                 |                 |                 |                 |
| 7.              | Chromatica II                   | Gaga, Kibby | Kibby, Gaga                                         | 0:41            |                 |                 |                 |                 |                 |
| 8.              | 911                             | Gaga, BloodPop, Madeon, Tranter | BloodPop, Madeon, Rice                              | 2:52            |                 |                 |                 |                 |                 |
| 9.              | Plastic Doll                    | Gaga, BloodPop, Skrillex, Yacoub, Jacob "Jkash" Hindlin                                                                                 | BloodPop, Skrillex, Rice                            | 3:41            |                 |                 |                 |                 |                 |
| 10.             | Sour Candy (a Blackpinkkel)     | Gaga, BloodPop, Burns, Yacoub, Madison Emiko Love, Teddy Park                                                                           | BloodPop, Burns, Rice                               | 2:37            |                 |                 |                 |                 |                 |
| 11.             | Enigma                          | Gaga, BloodPop, Burns, Hindlin | BloodPop, Burns, Rice                               | 2:59            |                 |                 |                 |                 |                 |
| 12.             | Replay                          | Gaga, BloodPop, Burns | Burns, Rice                                         | 3:06            |                 |                 |                 |                 |                 |
| 13.             | Chromatica III                  | Gaga, Kibby | Kibby, Gaga                                         | 0:27            |                 |                 |                 |                 |                 |
| 14.             | Sine from Above (Elton Johnnal) | Gaga, BloodPop, John, Hedfors, Klahr, Yacoub, Richard Zastenker, Ryan Tedder, Sebastian Ingrosso, Rice, Vincent Pontare, Salem Al Fakir | BloodPop, Axwell, Burns, Klahr, Liohn, Yacoub, Rice | 4:04            |                 |                 |                 |                 |                 |
| 15.             | 1000 Doves                      | Gaga, BloodPop, Bresso, Yacoub | BloodPop, Tchami, Rice                              | 3:35            |                 |                 |                 |                 |                 |
| 16.             | Babylon                         | Gaga, BloodPop, Burns | BloodPop, Burns, Tchami, Rice                       | 2:41            |                 |                 |                 |                 |                 |
| 43:08           |                                 | |                                                     |                 |                 |                 |                 |                 |                 |

| Japán standard kiadás bónuszdal | Japán standard kiadás bónuszdal | Japán standard kiadás bónuszdal      | Japán standard kiadás bónuszdal | Japán standard kiadás bónuszdal | Japán standard kiadás bónuszdal | Japán standard kiadás bónuszdal | Japán standard kiadás bónuszdal | Japán standard kiadás bónuszdal | Japán standard kiadás bónuszdal |
|                                 | Cím                             | Szerző(k)                            | Producer(ek)                    | Hossz                           |                                 |                                 |                                 |                                 |                                 |
| ------------------------------- | ------------------------------- | ------------------------------------ | ------------------------------- | ------------------------------- | ------------------------------- | ------------------------------- | ------------------------------- | ------------------------------- | ------------------------------- |
| 17.                             | Stupid Love (Ellis Remix)       | Gaga, BloodPop, Martin, Bresso, Rise | BloodPop, Tchami, Martin, Rice  | 3:34                            |                                 |                                 |                                 |                                 |                                 |
| 47:10                           |                                 |                                      |                                 |                                 |                                 |                                 |                                 |                                 |                                 |

| Target exkluzív kiadás / Nemzetközi deluxe kiadás | Target exkluzív kiadás / Nemzetközi deluxe kiadás | Target exkluzív kiadás / Nemzetközi deluxe kiadás | Target exkluzív kiadás / Nemzetközi deluxe kiadás | Target exkluzív kiadás / Nemzetközi deluxe kiadás | Target exkluzív kiadás / Nemzetközi deluxe kiadás | Target exkluzív kiadás / Nemzetközi deluxe kiadás | Target exkluzív kiadás / Nemzetközi deluxe kiadás | Target exkluzív kiadás / Nemzetközi deluxe kiadás | Target exkluzív kiadás / Nemzetközi deluxe kiadás |
|                                                   | Cím                                               | Szerző(k)                                         | Producer(ek)                                      | Hossz                                             |                                                   |                                                   |                                                   |                                                   |                                                   |
| ------------------------------------------------- | ------------------------------------------------- | ------------------------------------------------- | ------------------------------------------------- | ------------------------------------------------- | ------------------------------------------------- | ------------------------------------------------- | ------------------------------------------------- | ------------------------------------------------- | ------------------------------------------------- |
| 17.                                               | Love Me Right                                     | Gaga, BloodPop, Burns                             | BloodPop, Burns                                   | 2:51                                              |                                                   |                                                   |                                                   |                                                   |                                                   |
| 18.                                               | 1000 Doves (Piano Demo)                           | Ismeretlen                                        | Ismeretlen                                        | 2:49                                              |                                                   |                                                   |                                                   |                                                   |                                                   |
| 19.                                               | Stupid Love (Vitaclub Warehouse Mix)              | Gaga, BloodPop, Martin, Bresso, Rise              | BloodPop, Tchami, Martin, Rice                    | 3:41                                              |                                                   |                                                   |                                                   |                                                   |                                                   |
| 52:20                                             |                                                   |                                                   |                                                   |                                                   |                                                   |                                                   |                                                   |                                                   |                                                   |

| Japán deluxe kiadás bónuszdal | Japán deluxe kiadás bónuszdal | Japán deluxe kiadás bónuszdal        | Japán deluxe kiadás bónuszdal  | Japán deluxe kiadás bónuszdal | Japán deluxe kiadás bónuszdal | Japán deluxe kiadás bónuszdal | Japán deluxe kiadás bónuszdal | Japán deluxe kiadás bónuszdal | Japán deluxe kiadás bónuszdal |
|                               | Cím                           | Szerző(k)                            | Producer(ek)                   | Hossz                         |                               |                               |                               |                               |                               |
| ----------------------------- | ----------------------------- | ------------------------------------ | ------------------------------ | ----------------------------- | ----------------------------- | ----------------------------- | ----------------------------- | ----------------------------- | ----------------------------- |
| 20.                           | Stupid Love (Ellis Remix)     | Gaga, BloodPop, Martin, Bresso, Rise | BloodPop, Tchami, Martin, Rice | 3:34                          |                               |                               |                               |                               |                               |
| 56:00                         |                               |                                      |                                |                               |                               |                               |                               |                               |                               |

| Díszdobozos kiadás | Díszdobozos kiadás                      | Díszdobozos kiadás                                                                                          | Díszdobozos kiadás      | Díszdobozos kiadás | Díszdobozos kiadás | Díszdobozos kiadás | Díszdobozos kiadás | Díszdobozos kiadás | Díszdobozos kiadás |
|                    | Cím                                     | Szerző(k)                                                                                                   | Producer(ek)            | Hossz              |                    |                    |                    |                    |                    |
| ------------------ | --------------------------------------- | --- | ----------------------- | ------------------ | ------------------ | ------------------ | ------------------ | ------------------ | ------------------ |
| 20.                | Rain on Me (Purple Disco Machine Remix) | Gaga, BloodPop, Grande, Burns, Charles, Yacoub, Bresso, Ridha, Betty Wright, Jeremiah Burden, Lynn Williams | BloodPop, Tchami, Burns | 6:34               |                    |                    |                    |                    |                    |
| 21.                | Free Woman (Honey Dijon Realness Remix) | Gaga, BloodPop, Hedfors, Klahr, Ridha                                                                       | BloodPop, Axwell, Klahr | 6:46               |                    |                    |                    |                    |                    |
| 22.                | Rain on Me (Ralphi Rosario Remix)       | Gaga, BloodPop, Grande, Burns, Charles, Yacoub, Bresso, Ridha, Betty Wright, Jeremiah Burden, Lynn Williams | BloodPop, Tchami, Burns | 7:31               |                    |                    |                    |                    |                    |
| 1:16:51            |                                         | |                         |                    |                    |                    |                    |                    |                    |

| Japán díszdobozos kiadás | Japán díszdobozos kiadás  | Japán díszdobozos kiadás             | Japán díszdobozos kiadás       | Japán díszdobozos kiadás | Japán díszdobozos kiadás | Japán díszdobozos kiadás | Japán díszdobozos kiadás | Japán díszdobozos kiadás | Japán díszdobozos kiadás |
|                          | Cím                       | Szerző(k)                            | Producer(ek)                   | Hossz                    |                          |                          |                          |                          |                          |
| ------------------------ | ------------------------- | ------------------------------------ | ------------------------------ | ------------------------ | ------------------------ | ------------------------ | ------------------------ | ------------------------ | ------------------------ |
| 23.                      | Stupid Love (Ellis remix) | Gaga, BloodPop, Martin, Bresso, Rise | BloodPop, Rice, Tchami, Martin | 3:34                     |                          |                          |                          |                          |                          |
| 1:20:25                  |                           |                                      |                                |                          |                          |                          |                          |                          |                          |

| Japán turné kiadás | Japán turné kiadás | Japán turné kiadás | Japán turné kiadás   | Japán turné kiadás | Japán turné kiadás | Japán turné kiadás | Japán turné kiadás | Japán turné kiadás | Japán turné kiadás |
|                    | Cím                | Szerző(k)          | Producer(ek)         | Hossz              |                    |                    |                    |                    |                    |
| ------------------ | ------------------ | ------------------ | -------------------- | ------------------ | ------------------ | ------------------ | ------------------ | ------------------ | ------------------ |
| 24.                | Hold My Hand       | Gaga, BloodPop     | Gaga, BloodPop, Rice | 3:45               |                    |                    |                    |                    |                    |
| 1:24:10            |                    |                    |                      |                    |                    |                    |                    |                    |                    |

| 1. | Interjú                                              |                  | 16:47 |
| 2. | Stupid Love (videóklip)                              | Daniel Askill    | 3:38  |
| 3. | Stupid Love (a videóklip készítése)                  |                  | 6:37  |
| 4. | Rain on Me (videóklip; Ariana Grandéval)             | Robert Rodriguez | 3:08  |
| 5. | Rain on Me (a videóklip készítése; Ariana Grandéval) |                  | 4:41  |
| 6. | Sour Candy (dalszöveges videó; a Blackpinkkel)       | Sam Rolfes       | 2:38  |
| 7. | 911 (videóklip)                                      | Tarsem Singh     | 4:43  |

## Közreműködők
A közreműködők listája a Chromatica albumon található CD füzetkében található.
Felvételek helyszínei
| - Electric Lady Studios (New York) - Utility Muffin Research Kitchen (Hollywood Hills) - Henson Recording Studios (Los Angeles) | - EastWest Studios (Hollywood) - Good Father Studios (Los Angeles) - MXM Studios (Los Angeles) | - Conway Recording Studios (Hollywood) - Sterling Sound (New York) |

Vokálok  (zárójelben a dal sorszáma található a fenti dallista szerint)
| - Lady Gaga – vokál (minden dal, kivéve 1, 7, 13) - Ariana Grande – vokál (4) - Blackpink – vokál (10) - Elton John – vokál (14) - Madison Love – háttérvokál (10) - Rami Yacoub – háttérvokál (15) | - Adryon De Leon – kórus háttérvokál (16) - Daniel Ozan – kórus háttérvokál (16) - India Carney – kórus háttérvokál (16) - Jantre Christian – kórus háttérvokál (16) - Jyvonne Haskin – kórus háttérvokál (16) - Laurhan Beato – kórus háttérvokál (16) | - Matthew Bloyd – kórus háttérvokál (16) - Ronald O'Hannon – kórus háttérvokál (16) - Shameka Dwight – kórus háttérvokál (16) - Tia Britt – kórus háttérvokál (16) - Vanessa Bryan – kórus háttérvokál (16) - William Washington – kórus háttérvokál (16) |

Hangszerelés (zárójelben a dal sorszáma található a fenti dallista szerint)
| - Ian Walker – basszus (1, 7, 13) - Giovanna M Clayton – cselló (1, 7, 13) - Timothy E Loo – cselló (1, 7, 13) - Vanessa Freebairn-Smith – cselló (1, 7, 13) - Allen Fogle – kürt (1, 7, 13) - Dylan Hart – kürt (1, 7, 13) - Katelyn Faraudo – kürt (1, 7, 13) - Laura K Brenes – kürt (1, 7, 13) - Mark Adams – kürt (1, 7, 13) - Teag Reaves – kürt (1, 7, 13) - Nicholas Daley – harsona (1, 7, 13) - Reginald Young – harsona (1, 7, 13) - Steven M. Holtman – harsona (1, 7, 13) - Andrew Duckles – brácsa (1, 7, 13) | - Erik Rynearson – brácsa (1, 7, 13) - Linnea Powell – brácsa (1, 7, 13) - Meredith Crawford – brácsa (1, 7, 13) - Alyssa Park – hegedű (1, 7, 13) - Charlie Bisharat – hegedű (1, 7, 13) - Jessica Guideri – hegedű (1, 7, 13) - Luanne Homzy – hegedű (1, 7, 13) - Lucia Micarelli – hegedű (1, 7, 13) - Marisa Kuney – hegedű (1, 7, 13) - Neel Hammond – hegedű (1, 7, 13) - Shalini Vijayan – hegedű (1, 7, 13) - Songa Lee – hegedű (1, 7, 13) - Axwell – basszus, dobok, billentyűsök (2, 5, 14), gitár, ütős hangszerek (5, 14) | - Bloodpop – basszus, dobok, billentyűsök (2–3, 5–6, 8–10, 14–16), gitár (3, 5–6, 8–9, 14–15), ütős hangszerek (3, 5–6, 8–10, 14–16) - Klahr – basszus, dobok, billentyűsök (2, 5, 14), gitár, ütős hangszerek (5, 14) - Tchami – basszus, dobok, gitár, billentyűsök, ütős hangszerek (3, 15) - John "JR" Robinson – dobok (3) - Burns – basszus, dobok (4, 6, 10–12, 16), gitár (4, 6, 11–12, 14), billentyűsök (4, 6, 10–12, 14, 16), ütős hangszerek (6, 10, 12, 14, 16) - Leddie Garcia – ütős hangszerek (4, 11) - Rachel Mazer – szakszofon (4, 11, 16) - Madeon – basszus, dobok, billentyűsök (8), gitár, ütős hangszerek (8–9) - Skrillex – basszus, dobok, billentyűsök (9) - Liohn – basszus, dobok, gitár, billentyűsök, ütős hangszerek (14) |

Produceri munkálatok (zárójelben a dal sorszáma található a fenti dallista szerint)
| - Lady Gaga – executive producer, producer (1, 7, 13) - Bloodpop – executive producer, producer (2–6, 8–11, 14–16) - Axwell – producer (2, 5, 14) - Burns – producer (4, 6, 10–12, 14, 16) - Morgan Kibby – producer (1, 7, 13) | - Klahr – producer (2, 5, 14) - Liohn – producer (14) - Madeon – producer (8) - Skrillex – producer (9) - Tchami – producer (3, 15), kisebb produceri munkálatok (4, 16) | - Rami Yacoub – kisebb produceri munkálatok (14) - Max Martin – társproducer, vokális producer (3) - Benjamin Rice – vokális producer (2–6, 8–12, 14–16) |

Szakmai munkatársak (zárójelben a dal sorszáma található a fenti dallista szerint)
| - Amie Doherty – karmester, zenekari vezető (1, 7, 13) - Gina Zimmitti – zenekari vállalkozó (1, 7, 13) - Whitney Martin – zenekari vállalkozó (1, 7, 13) - Axwell – programozás (2) - Bloodpop – programozás (2, 15) | - Klahr – programozás (2) - Tchami – programozás (15), hangkeverés (3) - Mike Schuuppan – hangkeverés (1, 7, 13) - Scott Kelly – hangkeverés asszisztens (2, 4–6, 9–12, 14–16) | - Tom Norris – hangkeverés (2–6, 8–12, 14–16) - Benjamin Rice – hangkeverés (2–6, 8–12, 14–16), hangmérnök (3–4, 10), mérnöki munka (16) - Randy Merill – maszterelés (1–2, 4, 10) |

Tervezés
| - Norbert Schoerner – fényképész - Brandon Bowen – fényképész - Nicola Formichetti – ruházati felelős - Bryan Rivera – kreatív rendezés, tervezés - Isha Dipika Walia – kreatív rendezés, tervezés | - Travis Brothers – kreatív rendezés, tervezés - Cecilio Castrillo – ruhatervezés - Gasoline Glamour – lábbeli tervezés - Gary Fay – ujj tervezés - Marta Del Rio – design válogatás | - Frederic Aspiras – fodrász - Sarah Tanno – smink - Miho Okawara – manikűr - Aditya Pamidi – művészeti menedzser |

## Helyezések
| Lista (2020–2021)                                         | Legjobb helyezés |
| --------------------------------------------------------- | ---------------- |
| Argentína (CAPIF)                                         | 2                |
| Ausztrália (ARIA)                                         | 1                |
| Ausztria (Ö3 Austria)                                     | 1                |
| Belgium (Ultratop Flandria)                               | 3                |
| Belgium (Ultratop Vallónia)                               | 2                |
| Csehország (ČNS IFPI)                                     | 1                |
| Dánia (Hitlisten)                                         | 4                |
| Egyesült Államok – Billboard 200 (Billboard)              | 1                |
| Egyesült Államok – Dance/Elektronikus albumok (Billboard) | 1                |
| Egyesült Államok – Bakelitlemezek (Billboard)             | 1                |
| Egyesült Királyság (OCC)                                  | 1                |
| Észtország (Eesti Tipp-40)                                | 1                |
| Finnország (Suomen virallinen lista)                      | 1                |
| Franciaország (SNEP)                                      | 1                |
| Görögország (IFPI Greece)                                 | 2                |
| Hollandia (Dutch Charts Album Top 100)                    | 1                |
| Horvátország – Nemzetközi albumok (HDU)                   | 1                |
| Izland (Tónlist)                                          | 17               |
| Írország (OCC)                                            | 1                |
| Japán (Billboard Japan)                                   | 3                |
| Japán (Oricon)                                            | 3                |
| Kanada (Billboard)                                        | 1                |
| Lengyelország (ZPAV)                                      | 9                |
| Litvánia (AGATA)                                          | 1                |
| Magyarország (MAHASZ)                                     | 4                |
| Mexikó (AMPROFON)                                         | 1                |
| Németország (Offizielle Top 100)                          | 3                |
| Norvégia (VG-lista)                                       | 3                |
| Olaszország (FIMI)                                        | 1                |
| Portugália (AFP)                                          | 1                |
| Skócia (OCC)                                              | 1                |
| Spanyolország (PROMUSICAE)                                | 2                |
| Svájc (Schweizer Hitparade)                               | 1                |
| Svédország (Sverigetopplistan)                            | 2                |
| Szlovákia (ČNS IFPI)                                      | 2                |
| Új-Zéland (RMNZ)                                          | 1                |

| Cím         | Lista                                 | Legjobb helyezés | Listán töltött hetek száma |
| ----------- | ------------------------------------- | ---------------- | -------------------------- |
| Chromatica  | Album Top 40 slágerlista              | 4                | 13                         |
| Stupid Love | Rádiós Top 40 játszási lista          | 2                | 26                         |
| Stupid Love | Editors' Choice rádiós játszási lista | 3                | 28                         |
| Stupid Love | Stream Top 40 lista                   | 7                | 3                          |
| Stupid Love | Single Top 40 lista                   | 1                | 7                          |
| Rain on Me  | Rádiós Top 40 játszási lista          | 5                | 18                         |
| Rain on Me  | Editors' Choice rádiós játszási lista | 1                | 42                         |
| Rain on Me  | Stream Top 40 lista                   | 4                | 18                         |
| Rain on Me  | Single Top 40 lista                   | 1                | 13                         |
| Rain on Me  | Dance Top 40 lista                    | 22               | 4                          |
| Sour Candy  | Stream Top 40 lista                   | 8                | 2                          |
| Sour Candy  | Single Top 40 lista                   | 4                | 2                          |
| Free Woman  | Single Top 40 lista                   | 28               | 1                          |

| Lista (2020)                                              | Helyezés |
| --------------------------------------------------------- | -------- |
| Ausztrália (ARIA)                                         | 22       |
| Ausztria (Ö3 Austria)                                     | 67       |
| Belgium (Ultratop Flandria)                               | 48       |
| Belgium (Ultratop Vallónia)                               | 41       |
| Egyesült Államok – Billboard 200 (Billboard)              | 50       |
| Egyesült Államok – Dance/Elektronikus albumok (Billboard) | 1        |
| Egyesült Államok – Top Album Sales (Billboard)            | 8        |
| Egyesült Királyság (Official Charts Company)              | 22       |
| Franciaország (SNEP)                                      | 64       |
| Hollandia (Album Top 100)                                 | 50       |
| Írország (IRMA)                                           | 44       |
| Kanada (Billboard)                                        | 34       |
| Magyarország (Mahasz)                                     | 61       |
| Németország (Offizielle Top 100)                          | 74       |
| Olaszország (FIMI)                                        | 37       |
| Spanyolország (PROMUSICAE)                                | 32       |
| Svájc (Schweizer Hitparade)                               | 30       |
| Svédország (Sverigetopplistan)                            | 86       |
| Új-Zéland (RMNZ)                                          | 47       |

| Lista (2021)                                              | Helyezés |
| --------------------------------------------------------- | -------- |
| Egyesült Államok – Dance/Elektronikus albumok (Billboard) | 2        |
| Spanyolország (PROMUSICAE)                                | 93       |

| Lista (2022)                                              | Helyezés |
| --------------------------------------------------------- | -------- |
| Egyesült Államok – Dance/Elektronikus albumok (Billboard) | 6        |

| Lista (2023)                                              | Helyezés |
| --------------------------------------------------------- | -------- |
| Egyesült Államok – Dance/Elektronikus albumok (Billboard) | 19       |

### Első helyezések nagyobb zenei piacokon
| Előző Gunna – Wunna | USA Billboard 200 albumlista első helyezettje 2020. június 7. – 2020. június 13. | Következő Lil Baby – My Turn |
| Előző Lady Gaga – The Fame Dua Lipa – Club Future Nostalgia Kylie Minogue – Disco Lady Gaga – The Fame Lady Gaga – The Fame | USA Billboard Dance/Elektronikus albumlista első helyezettje 2020. június 7. – 2020. szeptember 5. (13 hét) 2020. szeptember 13. – 2020. november 14. (9 hét) 2020. november 22. – 2021. február 13. (12 hét) 2021. június 20. – 2021. június 26. 2021. július 4. – 2021. július 10. | Következő Dua Lipa – Club Future Nostalgia Kylie Minogue – Disco Lady Gaga – The Fame Lady Gaga – The Fame Lady Gaga – The Fame |
| Előző Gunna – Wunna | Kanadai albumlista első helyezettje 2020. június 7. – 2020. június 27. (3 hét) | Következő The Weekend – After Hours                                                                                             |
| Előző 1975 – Notes on a Conditional Form                                                                                    | Brit albumlista első helyezettje 2020. június 5. – 2020. június 18. (2 hét) | Következő Liam Gallagher – MTV Unplugged                                                                                        |
| Előző 1975 – Notes on a Conditional Form                                                                                    | Ausztrál albumlista első helyezettje 2020. június 8. – 2020. június 21. (2 hét) | Következő Vika & Linda – 'Akilotoa (Anthology 1994-2006)                                                                        |
| Előző Ninho – M.I.L.S 3 | Francia albumlista első helyezettje 2020. június 5. – 2020. június 11. | Következő Hatik – Chaise pliante                                                                                                |
| Előző DrefGold – Elo | Olasz albumlista első helyezettje 2020. május 29. – 2020. június 4. | Következő Tedua – Vita Vera Mixtape                                                                                             |

### Helyezések az amerikaiBillboard200listán
| Hét | Időszak                                     | Helyezés (változás) |  | Hét | Időszak                                     | Helyezés (változás) |  | Hét | Időszak                               | Helyezés (változás) |
| --- | ------------------------------------------- | ------------------- |  | --- | ------------------------------------------- | ------------------- |  | --- | ------------------------------------- | ------------------- |
| 1. | 2020. június 7. – 2020. június 13.          | 1. ()               |  | 16. | 2020. szeptember 20. – 2020. szeptember 26. | 49. ( 5)            |  | 31. | 2021. január 3. – 2021. január 9.     | 150. ( 32)          |
| 2. | 2020. június 14. – 2020. június 20.         | 2. ( 1)             |  | 17. | 2020. szeptember 27. – 2020. október 3.     | 38. ( 11)           |  | 32. | 2021. január 10. – 2021. január 16.   | 132. ( 18)          |
| 3. | 2020. június 21. – 2020. június 27.         | 2. ()               |  | 18. | 2020. október 4. – 2020. október 10.        | 60. ( 22)           |  | 33. | 2021. január 17. – 2021. január 23.   | 165. ( 33)          |
| 4. | 2020. június 28. – 2020. július 4.          | 6. ( 4)             |  | 19. | 2020. október 11. – 2020. október 17.       | 76. ( 16)           |  | 34. | 2021. január 24. – 2021. január 30.   | 171. ( 6)           |
| 5. | 2020. július 5. – 2020. július 11.          | 11. ( 5)            |  | 20. | 2020. október 18. – 2020. október 24.       | 77. ( 1)            |  | 35. | 2021. január 31. – 2021. február 6.   | 152. ( 19)          |
| 6. | 2020. július 12. – 2020. július 18.         | 18. ( 7)            |  | 21. | 2020. október 25. – 2020. október 31.       | 92. ( 15)           |  | 36. | 2021. február 7. – 2021. február 13.  | 161. ( 9)           |
| 7. | 2020. július 19. – 2020. július 25.         | 24. ( 6)            |  | 22. | 2020. november 1. – 2020. november 7.       | 130. ( 38)          |  | 37. | 2021. február 14. – 2021. február 20. | 158. ( 3)           |
| 8. | 2020. július 26. – 2020. augusztus 1.       | 27. ( 3)            |  | 23. | 2020. november 8. – 2020. november 14.      | 136. ( 6)           |  | 38. | 2021. február 21. – 2021. február 27. | 185. ( 27)          |
| 9. | 2020. augusztus 2. – 2020. augusztus 8.     | 34. ( 7)            |  | 24. | 2020. november 15. – 2020. november 21.     | 131. ( 5)           |  | 39. | 2021. március 21. – 2021. március 27. | 184. (RE)           |
| 10. | 2020. augusztus 9. – 2020. augusztus 15.    | 40. ( 6)            |  | 25. | 2020. november 22. – 2020. november 28.     | 165. ( 34)          |  | 40. | 2021. június 20. – 2021. június 26.   | 36. (RE)            |
| 11. | 2020. augusztus 16. – 2020. augusztus 22.   | 43. ( 3)            |  | 26. | 2020. november 29. – 2020. december 5.      | 191. ( 26)          |  | 41. | 2021. július 4. – 2021. július 10.    | 59. (RE)            |
| 12. | 2020. augusztus 23. – 2020. augusztus 29.   | 49. ( 6)            |  | 27. | 2020. december 6. – 2020. december 12.      | 181. ( 10)          |  |     |                                       |                     |
| 13. | 2020. augusztus 30. – 2020. szeptember 5.   | 64. ( 15)           |  | 28. | 2020. december 13. – 2020. december 19.     | 153. ( 28)          |  |     |                                       |                     |
| 14. | 2020. szeptember 6. – 2020. szeptember 12.  | 34. ( 30)           |  | 29. | 2020. december 20. – 2020. december 26.     | 171. ( 18)          |  |     |                                       |                     |
| 15. | 2020. szeptember 13. – 2020. szeptember 19. | 44. ( 10)           |  | 30. | 2020. december 27. – 2021. január 2.        | 182. ( 11)          |  |     |                                       |                     |
| : Legjobb helyezés, : Az előző héthez képest javított pozícióján, : Az előző héthez képest rontott pozícióján, : Az előző héthez képest nem változott, RE: Az előző héten nem szerepelt a listán |                                             |                     |  |     |                                             |                     |  |     |                                       |                     |
| Forrás: |                                             |                     |  |     |                                             |                     |  |     |                                       |                     |

## Minősítések és eladási adatok
| Ország (Szervezet)           | Minősítés    | Minősítési érték/ Eladás | Alapul                |
| ---------------------------- | ------------ | ------------------------ | --------------------- |
| Ausztrália (ARIA)            | Aranylemez   | 35 000+                  | Eladásokon, streaming |
| Brazília (Pro-Música Brasil) | Platinalemez | 40 000+                  | Eladásokon, streaming |
| Egyesült Államok (RIAA)      | Platinalemez | 1 000 000 / 331 000+     | Eladásokon, streaming |
| Egyesült Királyság (BPI)     | Aranylemez   | 100 000+                 | Eladásokon, streaming |
| Franciaország (SNEP)         | Platinalemez | 100 000+                 | Eladásokon, streaming |
| Kanada (Music Canada)        | Platinalemez | 80 000+                  | Eladásokon, streaming |
| Lengyelország (ZPAV)         | Platinalemez | 20 000+                  | Eladásokon, streaming |
| Norvégia (IFPI Norway)       | Aranylemez   | 10 000+                  | Eladásokon            |
| Olaszország (FIMI)           | Platinalemez | 50 000+                  | Eladásokon, streaming |
| Spanyolország (PROMUSICAE)   | Aranylemez   | 20 000+                  | Eladásokon, streaming |
| Svájc (IFPI Switzerland)     | Aranylemez   | 10 000+                  | Eladásokon, streaming |

## Megjelenési történet
| Ország             | Dátum                | Formátum                                                   | Kiadás             | Kiadó                 | Forr.           |
| ------------------ | -------------------- | ---------------------------------------------------------- | ------------------ | --------------------- | --------------- |
| Világszerte        | 2020. május 29.      | Digitális letöltés streaming CD hanglemez Compact Cassette | Standard           | Interscope            | [ 295 ] [ 296 ] |
| Világszerte        | 2020. május 29.      | CD                                                         | Deluxe             | Interscope            | [ 297 ] [ 298 ] |
| Japán              | 2020. május 29.      | CD                                                         | Standard Deluxe    | Universal Music Japan | [ 93 ]          |
| Egyesült Királyság | 2020. november 20.   | Díszdoboz                                                  | Deluxe             | Polydor               | [ 95 ]          |
| Olaszország        | 2020. november 20.   | Díszdoboz                                                  | Deluxe             | Universal             | [ 299 ]         |
| Japán              | 2020. december 16.   | Díszdoboz DVD                                              | Limitált           | Universal Music Japan | [ 96 ] [ 300 ]  |
| Egyesült Államok   | 2021. június 12.     | Kihajthatós hanglemez                                      | Limitált           | Interscope            | [ 98 ]          |
| Egyesült Királyság | 2021. június 25.     | Kihajthatós hanglemez                                      | Limitált           | Polydor               | [ 97 ]          |
| Japán              | 2022. augusztus 31.  | CD+DVD                                                     | Japán turné kiadás | Universal Music Japan | [ 216 ]         |
| Kanada             | 2022. szeptember 9.  | CD+DVD                                                     | Japán turné kiadás | Universal Music Japan | [ 301 ]         |
| Egyesült Államok   | 2022. szeptember 9.  | CD+DVD                                                     | Japán turné kiadás | Universal Music Japan | [ 302 ]         |
| Egyesült Királyság | 2022. szeptember 23. | CD+DVD                                                     | Japán turné kiadás | Universal Music Japan | [ 303 ]         |

## Fordítás
- Ez a szócikk részben vagy egészben  a   Chromatica című angol Wikipédia-szócikk fordításán alapul.  Az eredeti cikk szerkesztőit annak laptörténete sorolja fel. Ez a jelzés csupán a megfogalmazás eredetét és a szerzői jogokat jelzi, nem szolgál a cikkben szereplő információk forrásmegjelöléseként.